# الإمبراطورية الرومانية
كانت الإمبراطورية الرومانية ((باللاتينية: Imperium Rōmānum)، تلفظ لاتيني: [ɪmˈpɛ.ri.ũ: ro:ˈma:.nũ:]; كوينه ويونانية العصور الوسطى: Βασιλεία τῶν Ῥωμαίων، مُرومنه: Basileia tōn Rhōmaiōn) الفترة ما بعد إنهيار الجمهورية الرومانية من الحضارة الرومانية القديمة. بصفتها نظامًا سياسيًا ضمت مناطق إقليمية كبيرة حول البحر الأبيض المتوسط في أوروبا وشمال إفريقيا وغرب آسيا يحكمها الأباطرة. منذ اعتلاء أغسطس العرش إلى الفوضى العسكرية في القرن الثالث، كانت الإمبراطورية الزعيمة لكافة المناطق مع إيطاليا كمحافظة المحافظات ومدينة روما كعاصمة وحيدة (27 ق.م - 286 م). على الرغم من تجزئها لفترة وجيزة خلال الأزمة العسكرية، إلا أن الإمبراطورية أعيد تجميعها بالقوة، ثم حكمها العديد من الأباطرة الذين تقاسموا الحكم على الإمبراطورية الرومانية الغربية (ومقرها ميلانو ولاحقًا في رافينا) وعلى الإمبراطورية الرومانية الشرقية (مقرها نيقوميديا ولاحقًا في القسطنطينية). ظلت روما العاصمة الاسمية لكلا الجزئين حتى عام 476 م، عندما تم إرسال الشارة الإمبراطورية إلى القسطنطينية (أو بيزنطة)، بعد الاستيلاء على رافينا من قبل برابرة أودواكر والإطاحة برومولوس أغسطس. عَلم سقوط الإمبراطورية الرومانية الغربية إلى ملوك الجرمانيين، إلى جانب هلينة الإمبراطورية الرومانية الشرقية إلى الإمبراطورية البيزنطية، نهاية روما القديمة وبداية العصور الوسطى.
أصبحت الدولة السلف للإمبراطورية الرومانية، الجمهورية الرومانية (والتي حلّت محل الملكية الرومانية في القرن السادس قبل الميلاد) مزعزعة بشدة في سلسلة من الحروب الأهلية والصراعات السياسية. في منتصف القرن الأول قبل الميلاد عُينَّ يوليوس قيصر كديكتاتور دائم ثم أُغتِيلَّ في 44 ق.م. استمرت الحروب الأهلية وعمليات الإعدام، وبلغت ذروتها في انتصار أوكتافيان، ابن قيصر بالتبني، على مارك أنطوني وكليوباترا في معركة أكتيوم في 31 ق.م. في العام التالي غزا أوكتافيان مصر البطلمية، منهيا الفترة الهلنستية التي بدأت مع فتوحات الإسكندر الأكبر المقدوني في القرن الرابع قبل الميلاد. كانت سلطة أوكتافيان في ذلك الوقت غير قابلة للشك، وفي عام 27 ق.م، منحه مجلس الشيوخ الروماني السلطة الشاملة واللقب الجديد أغسطس، مما جعله بالفعل أول إمبراطور.
كان القرنان الأولان من الإمبراطورية فترة من الاستقرار والرخاء لم يسبق لهما مثيل عرفت باسم باكس رومانا («السلام الروماني»). وصلت الإمبراطورية إلى أكبر امتداد إقليمي لها في عهد تراجان (98-117 م). بدأت فترة من المتاعب والهبوط مع حكم كومودوس (177-192). في القرن الثالث، خضعت الإمبراطورية لأزمة هددت وجودها، تحت قيادة سلسلة من الأباطرة قصيري العمر، والذين غالباً ما كانوا من الجيش، عندما انفصلت الإمبراطورية الغالية ومملكة تدمر عن الدولة الرومانية، وحِدَتْ الإمبراطورية تحت حكم الإمبراطور أوريليان (270–275). في محاولة لتحقيق الاستقرار، أنشأ ديوكلتيانوس محكمتين إمبراطوريتين مختلفتين في الشرق اليوناني والغرب اللاتيني في 286 م. صعد المسيحيون إلى السلطة في القرن الرابع بعد مرسوم ميلانو لعام 313 م. بعد ذلك بفترة قصيرة، أدت فترة الهجرة التي شملت غزوات كبيرة من قِبل الشعوب الجرمانية والهون تحت حكم أتيلا إلى تراجع الإمبراطورية الرومانية الغربية. مع سقوط رافينا في يد الهيروليون وخلع رومولوس أوغستولوس في 476 م من قبل أودواكر، انهارت الإمبراطورية الرومانية الغربية- قام الإمبراطور (الروماني الشرقي) زينون بإلغائها رسميًا في 480 م. ومع ذلك، فإن بعض الدول في أراضي الإمبراطورية الرومانية الغربية السابقة ستزعم لاحقًا أنها ورثت السلطة العليا لأباطرة روما، وعلى الأخص الإمبراطورية الرومانية المقدسة. الإمبراطورية الرومانية الشرقية، والتي عادةً ما يصفها المؤرخون المعاصرون بالإمبراطورية البيزنطية، نجت لألفية أخرى حتى انهارت عندما سقطت القسطنطينية في أيدي الأتراك العثمانيين بقيادة السلطان محمد الثاني عام 1453.
نظرًا لاتساع الإمبراطورية الرومانية وفترة بقائها الطويلة، كان لمؤسسات وثقافة روما تأثير عميق ودائم على تطور اللغة والدين والعمارة والفلسفة والقانون وأشكال الحكم في المنطقة التي تحكمها، وحتى أبعد من ذلك. تطورت اللغة اللاتينية من الرومان إلى اللغات الرومانسية في العصور الوسطى والعالم الحديث، بينما أصبحت يونانية العصور الوسطى لغة الإمبراطورية الرومانية الشرقية. أدى تبني الإمبراطورية للمسيحية إلى تكون العالم المسيحي في العصور الوسطى. كان للفن اليوناني والروماني تأثير عميق على عصر النهضة الإيطالية. أدى تبني المسيحية إلى قوة المسيحية خلال العصور الوسطى. كان للفن الكلاسيكي والروماني تأثير عميق على النهضة الإيطالية. خدمت التقاليد المعمارية في روما كأساس للعمارة الرومانسكية وعمارة عصر النهضة والعمارة الكلاسيكية الجديدة، وكان له أيضًا تأثير قوي على العمارة الإسلامية. ترك القانون الروماني تأثيره في العديد من الأنظمة القانونية في العالم اليوم، مثل قانون نابليون، في حين تركت المؤسسات الجمهورية في روما إرثًا دائمًا، مما أثر على جمهوريات الدولة المدينة الإيطالية في العصور الوسطى، وكذلك بدايات الولايات المتحدة والجمهوريات الديمقراطية الحديثة الأخرى.

## التاريخ

### التحول من الجمهورية إلى الإمبراطورية
بدأت روما في التوسع بعد وقت قصير من تأسيس الجمهورية في القرن السادس قبل الميلاد، على الرغم من أنها لم تتوسع خارج شبه الجزيرة الإيطالية حتى القرن الثالث قبل الميلاد. بعد ذلك، كانت الجمهورية «إمبراطورية» قبل وقت طويل من أن يكون لديها إمبراطور. لم تكن الجمهورية الرومانية دولة قومية بالمعنى الحديث، لكن شبكة من المدن تركت نفسها للحكم (رغم أنها بدرجات متفاوتة من الاستقلال عن مجلس الشيوخ الروماني) ومقاطعات يديرها القادة العسكريون. حكمت، ليس من قبل الأباطرة، لكن من قبل الحكام المنتخبين سنوياً (القناصل الرومان فوق كل شيء) بالتزامن مع مجلس الشيوخ. لأسباب مختلفة، كان القرن الأول قبل الميلاد وقتًا للاضطرابات السياسية والعسكرية، والتي أدت في النهاية إلى حكم الأباطرة. استندت السلطة العسكرية للقناصل في المفهوم القانوني الروماني للإمبريوم، والذي تعني حرفيا «القيادة» (على الرغم من أنها بالمعنى العسكري عادة). من حين لآخر، أعطي القناصل الناجحين اللقب الشرفي إمبراتور (القائد)، وهذا هو أصل كلمة الإمبراطور (والإمبراطورية) لأن هذا اللقب (من بين آخرين) كان دائما يمنح للأباطرة الأوائل عند صعودهم للحكم.
عانت روما سلسلة طويلة من الصراعات الداخلية والمؤامرات والحروب الأهلية من أواخر القرن الثاني قبل الميلاد فصاعدًا، في حين وسعت قوتها إلى أبعد من إيطاليا. هذه كانت فترة أزمة الجمهورية الرومانية. في نهاية هذه الفترة، في عام 44 ق.م، كان يوليوس قيصر دكتاتوراً لفترة وجيزة قبل اغتياله. طُرد الفصيل الذي قام باغتياله من روما وهُزم في معركة فيليبي في عام 42 ق.م على يد جيش بقيادة مارك أنطوني وابن قيصر بالتبني أوكتافيان. لم يدم تقسيم أنطوني وأوكتافيان للعالم الروماني فيما بينهما، حيث قامت قوات أوكتافيان بهزيمة مارك أنطوني وكليوباترا في معركة أكتيوم في 31 ق.م، منهيًا الحرب الأخيرة للجمهورية الرومانية. في 27 ق.م قام شعب ومجلس شيوخ روما بتنصيب أوكتافيان البرينسيبيس («المواطن الأول») ببروقنصل إمبريوم، وبذلك بدأوا عهد الزعامة (أول عهد للتاريخ الإمبراطوري الروماني، حيث يعود تاريخه في الفترة من 27 ق.م إلى 284 م)، وأعطاه الاسم «أغسطس» («المبجل»). على الرغم من أن النظام الدستوري القديم كان لا يزال قائمًا، إلا أن أغسطس كان السائد عليه. على الرغم من أنها ما زالت تٌسمي الجمهورية، إلا أن معاصري أغسطس كانوا يعرفون أنه مجرد غطاء وأن أغسطس كان يملك كل السلطة ذات الأهمية في روما. وبسبب أن حكمه أنهي قرنًا من الحروب الأهلية وبدأ فترة غير مسبوقة من السلام والازدهار، كان محبوبًا للغاية لدرجة أنه أصبح متمسكًا بسلطة الملك بحكم الأمر الواقع إن لم يكن بحكم القانون. خلال سنوات حكمه، ظهر نظام دستوري جديد (قديم جزئيًا وجزئيًا من تصميمه)، بحيث كان هذا النظام الدستوري الجديد، عند وفاته، يعمل كما كان من قبل عندما قُبِّل تيبيريوس كإمبراطور جديد.

### باكس رومانا
تعتبر السنوات الـ 200 التي بدأت بحكم أغسطس تقليديًا بمثابة فترة باكس رومانا (بمعني «السلام الروماني»). خلال هذه الفترة، عُزز تماسك الإمبراطورية من خلال درجة من الاستقرار الاجتماعي والازدهار الاقتصادي الذي لم تشهده روما من قبل. كانت الانتفاضات في المحافظات نادرة الحدوث، ولكنها أحبطت «بلا رحمة وبسرعة» عندما حدثت. كان نجاح أغسطس في إرساء مبادئ الخلافة الأسرية محدودًا من خلال إمتداد حياته أكثر من الورثة المحتملين الموهوبين. استمرت السلالة اليوليوكلاودية لأربعة أباطرة آخرين - تيبيريوس وكاليغولا وكلوديوس ونيرون - قبل أن تنتهي في عام 69م إلى عام الأباطرة الأربعة التي مزقتها الصراعات، والتي برز فيها فسبازيان منتصراً. أصبح فسبازيان مؤسس السلالة الفلافية القصيرة، التي تبعها السلالة النيرفية الأنطونية التي خرج منها «الأباطرة الخمسة الجيدين»: نيرفا، تراجان، هادريان، أنطونيوس بيوس وماركوس أوريليوس الفلسفي.

### السقوط في الغرب والبقاء في الشرق

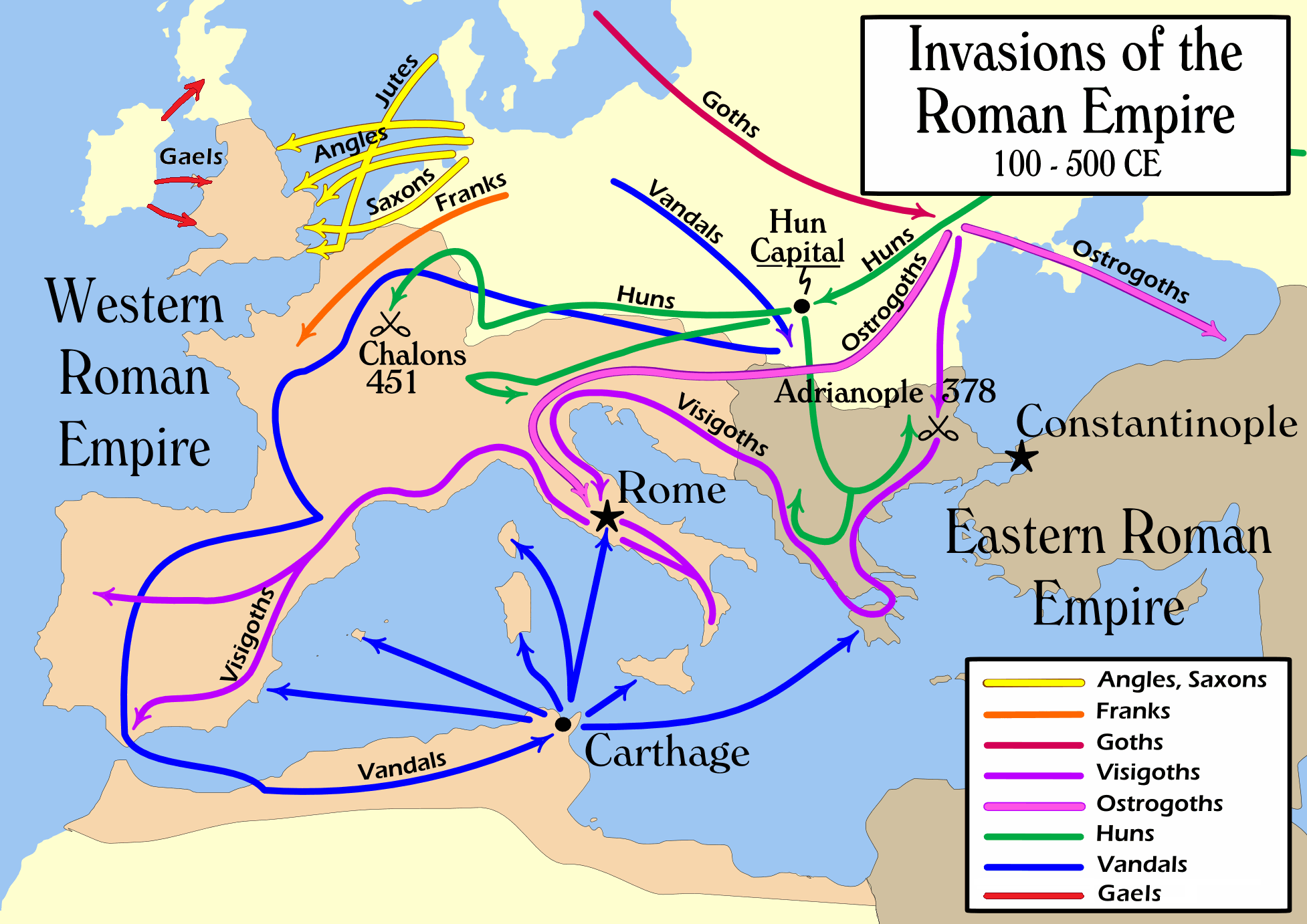
تألفت الغزوات البربرية من حركة (أساسا) الشعوب الجرمانية القديمة في الأراضي الرومانية. على الرغم من أن الغزوات الشمالية حدثت طوال فترة حياة الإمبراطورية، إلا أن هذه الفترة بدأت رسمياً في القرن الرابع الميلادي واستمرت لعدة قرون، حيث كانت الأراضي الغربية تحت سيطرة حكام أجانب شماليين، وأبرزهم هو شارلمان. تاريخيًا، كان هذا الحدث العلامة الفاصلة للانتقال بين العالم القديم والعصور الوسطى.

في وجهة نظر المؤرخ اليوناني كاسيوس ديو، وهو مراقب معاصر، أن خلافة الإمبراطور كومودوس عام 180م كان بمثابة العلامة الفاصلة «لمملكة من الذهب إلى مملكة من الصدأ والحديد» ـــ تعليق مشهور أدى ببعض المؤرخين، لا سيما إدوارد جيبون، إلى أخذ عهد كومودوس كبداية إنحدار الإمبراطورية الرومانية.
في 212، في عهد كاراكلا، مُنحت الجنسية الرومانية لجميع سكان الإمبراطورية المولودين الأحرار. لكن على الرغم من هذه البادرة العالمية، كانت سلالة سيفيران مضطربة، فقد انتهى عهد الإمبراطور بشكل روتيني أما عن طريق قتله أو إعدامه، وبعد إنهيار سلالة سيفيران، دخلت الإمبراطورية الرومانية بأزمة القرن الثالث، وهي فترة من الغزوات والاضطراب المدني. الانهيار الاقتصادي والطاعون. في تعريف الحقب التاريخية، ينظر إلى هذه الأزمة في بعض الأحيان على أنها علامة على الانتقال من العصور القديمة الكلاسيكية إلى العصور القديمة المتأخرة. أرجع حكم أوريليان (الذي حكم في 270-275) الإمبراطورية من حافة الهاوية وأرجع إستقرارها. أكمل ديوكلتيانوس أعمال استعادة الإمبراطورية بالكامل، لكنه رفض دور البرينسيبيس وأصبح أول إمبراطور يتم التعامل معه بشكل منتظم على أنه «المسيطر» أو «السيد». مثل هذا نهاية عهد الزعامة، وبداية عهد السيادة. لقد جلب عهد ديوكلتيانوس أيضًا الجهد الأكثر تضافراً للإمبراطورية ضد التهديد المتمثل بالمسيحية، «الاضطهاد العظيم».
قسم دقلديانوس الإمبراطورية إلى أربع مناطق، كل منها يحكمها إمبراطور منفصل، وهو ما يُسمي بالحكم الرباعي. ولأنه واثق من أنه قام بتثبيت الاضطرابات التي كانت تعاني منها روما، تنازل مع شريكه في الحكم، وسرعان ما انهار الحكم الرباعي. تمت استعادة النظام في نهاية المطاف من قبل قسطنطين العظيم، الذي أصبح أول إمبراطور يعتنق المسيحية، والذي أسس القسطنطينية كعاصمة جديدة للإمبراطورية الشرقية. خلال عقود من السلالات القسطنطينية والفالنتينيانية، قُسمت الإمبراطورية على طول المحور الشرقي الغربي، مع مراكز الحكم المزدوجة في القسطنطينية وروما. عهد يوليان، الذي كان تحت تأثير مستشاره ماردونيوس، حاول استعادة الديانة الكلاسيكية الرومانية والهيلنستية، مقاطعًا لفترة وجيزة فقط خلافة الأباطرة المسيحيين. توفي ثيودوسيوس الأول، الإمبراطور الأخير الذي حكم كل من الشرق والغرب في 395 م بعد أن جعل المسيحية الدين الرسمي للإمبراطورية.

الإمبراطورية الرومانية بحلول عام 476 م

بدأت الإمبراطورية الرومانية الغربية في التفكك في أوائل القرن الخامس حيث فاقت عمليات الهجرة والغزو الجرمانية قدرة الإمبراطورية على استيعاب المهاجرين ومحاربة الغزاة. نجح الرومان في محاربة جميع الغزاة، الأكثر شهرة أتيلا، على الرغم من أن الإمبراطورية قد استوعبت الكثير من الشعوب الجرمانية بولائهم المشكوك فيه لروما لدرجة أن الإمبراطورية بدأت في تفكيك نفسها. تضع معظم الكرونولوجيا نهاية الإمبراطورية الرومانية الغربية في عام 476، عندما أجبر رومولوس أغسطس على التنازل عن العرش إلى أمير الحرب الجرماني أودواكر. من خلال وضع نفسه تحت حكم الإمبراطور الشرقي، بدلاً من تسمية نفسه الإمبراطور (كما فعل القادة الجرمانيون الآخرون بعد إجبار الأباطرة السابقين)، أنهى أودواكر الإمبراطورية الغربية، عن طريق إرسال الشارة الإمبراطورية إلى الإمبراطور الشرقي زينو فعليًا معلناً أنه الإمبراطور الأوحد، وعن طريق وضع زينون كمرؤوسه الاسمي، وعلى الرغم من ذلك إلا أن إيطاليا في الواقع كان يحكمها أودواكر وحده.
الإمبراطورية الرومانية الشرقية، والتي يطلق عليها المؤرخون الحديثين الإمبراطورية البيزنطية، استمرت في الوجود حتى عهد قسطنطين الحادي عشر الذي أصبح آخر إمبراطور روماني في 29 مايو 1453 بعد وفاته في معركة خلال حصار القسطنطينية ضد محمد الثاني أو "الفاتح" وقواته العثمانية، منهيًا الإمبراطورية البيزنطية.

## الجغرافيا والديموغرافيا

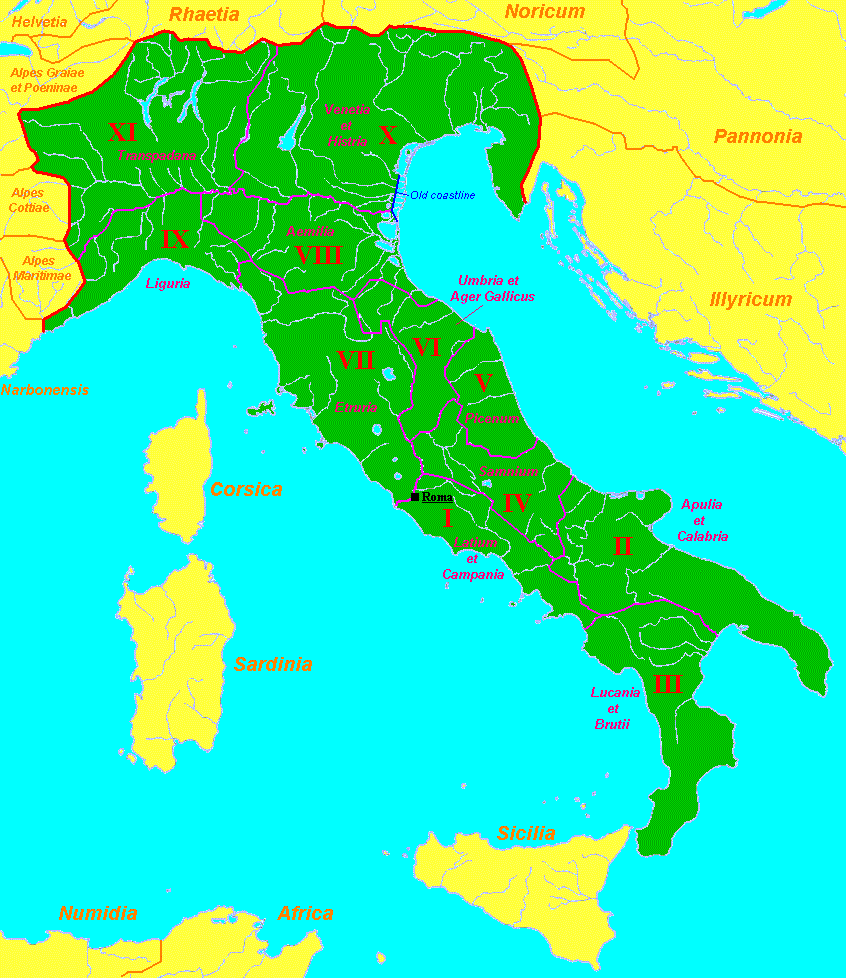
إيطاليا كما نظمها أغسطس. باعتبارها وطن الرومان ومدينة الإمبراطورية، كانت إيطاليا هي الدومينوس (الحاكم) على المقاطعات، وكان يشار إليها باسم (ملكة العالم) و (الوطن الأم لجميع الأراضي).

كانت الإمبراطورية الرومانية واحدة من أكبر الإمبراطوريات في التاريخ، حيث ضمت مناطق متجاورة في جميع أنحاء أوروبا وشمال إفريقيا والشرق الأوسط. العبارة اللاتينية (باللاتينية: imperium sine fine) («إمبراطورية بلا نهاية») عبرت عن الإيديولوجية القائلة بأنه لا الزمان ولا المكان يحدان من الإمبراطورية. في قصيدة فيرجيل الملحمية الإنيادة، يقال إن إمبراطورية بلا حدود مُنحت للرومان من قبل إلههم الأعلى جوبيتر. تم تجديد إدعاء هذا السيادة العالمية واستمرارها عندما خضعت الإمبراطورية للحكم المسيحي في القرن الرابع. بالإضافة إلى ضم المناطق الكبيرة في سعيهم لبناء الإمبراطورية، كان الرومان أيضًا من كبار النحاتين لبيئتهم الذين غيروا جغرافيتها مباشرةً. على سبيل المثال، قُطعت غابات بأكملها لتوفير ما يكفي من الموارد الخشبية للإمبراطورية المتوسعة. في كتابه كريتياس، وصف أفلاطون إزالة الغابات: حيث كان هناك «وفرة من الخشب في الجبال» ، لم يعد بإمكانه الآن سوى رؤية «الهيكل العظمي للأرض».
في الواقع،  حُقق التوسع الروماني في الغالب في ظل الجمهورية، على الرغم من أن أجزاء من شمال أوروبا قد تم فتحها في القرن الأول الميلادي، عندما تم تعزيز السيطرة الرومانية في أوروبا وإفريقيا وآسيا. خلال عهد أغسطس، تم عرض «خريطة عالمية للعالم المعروف» لأول مرة في الأماكن العامة في روما، متزامنة مع تكوين العمل الأكثر شمولاً حول الجغرافيا السياسية التي بقيت من العصور القديمة، جغرافيكا الكاتب البنطسي اليوناني سترابو. عندما توفي أغسطس، احتلت القصة التذكارية لإنجازاته (أفعال أغسطس الإلهي) بشكل بارز الفهرسة الجغرافية للشعوب والأماكن داخل الإمبراطورية. كانت الجغرافيا والتعداد السكاني وحفظ السجلات المكتوبة بدقة من الاهتمامات المركزية لإدارة الإمبراطورية الرومانية.

مدن العالم الروماني في العصر الإمبراطوري. مصدر البيانات: Hanson، J. W. (2016)، قاعدة بيانات المدن، (OXREP databases). النسخة 1.0. (الرابط).

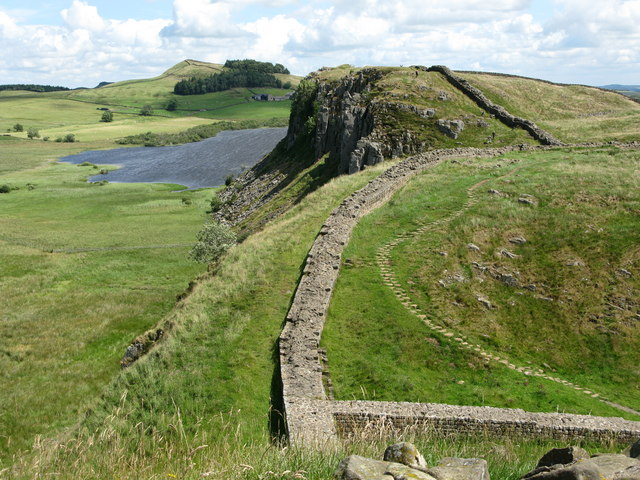
جزء من أنقاض سور هادريان في شمال إنجلترا

وصلت الإمبراطورية أكبر مساحة لها في عهد تراجان (حكم 98-117)، مغطية مساحة 5 ملايين كيلومتر مربع. يقدر عدد السكان التقليدي ما بين 55 و 60 مليون نسمة تمثل ما بين سدس وربع سكان العالم وجعلته أكبر عدد من سكان أي كيان سياسي موحد في الغرب حتى منتصف القرن التاسع عشر. جادلت الدراسات الديموغرافية الأخيرة عن ذروة السكان تتراوح بين 70 مليون إلى أكثر من 100 مليون. كانت كل واحدة من أكبر ثلاث مدن في الإمبراطورية - روما والإسكندرية وأنطاكية - ضعف حجم أي مدينة أوروبية تقريبًا في بداية القرن السابع عشر.
كما وصفها المؤرخ كريستوفر كيلي:
اعتمد خلف تراجان هادريان سياسة الحفاظ على الإمبراطورية بدلاً من توسيعها. تم وضع علامة على الحدود (fines)، وتم تسيير الحدود (الليمس). وكانت أكثر الحدود تحصينًا هي الحدود غير المستقرة. يُعد جدار هادريان، الذي فصل العالم الروماني عن ما كان يُنظر إليه على أنه تهديد بربري دائم الوجود، النصب التذكاري الأساسي لهذا الجهد.

## اللغات
كانت لغة الرومان هي اللاتينية، وهو ما يؤكده فيرجيل كمصدر للوحدة والتقاليد الرومانية. حتى وقت سيفيروس ألكسندر (حكم 222-235)، كانت شهادات الميلاد ووصايا المواطنين الرومان مكتوبة باللغة اللاتينية. كانت اللاتينية هي لغة محاكم القانون في الغرب والجيش في جميع أنحاء الإمبراطورية، لكنها لم تُفرض رسمياً على الشعوب التي خضعت للحكم الروماني. تتناقض هذه السياسة مع سياسة الإسكندر الأكبر، الذي يهدف إلى فرض اليونانية في جميع أنحاء إمبراطوريته كلغة رسمية. نتيجة لغزوات الإسكندر، أصبحت اللغة اليونانية العامية هي اللغة المشتركة حول شرق البحر المتوسط وفي آسيا الصغرى. مرت «الحدود اللغوية» التي تقسم الغرب اللاتيني والشرق اليوناني عبر شبه جزيرة البلقان.

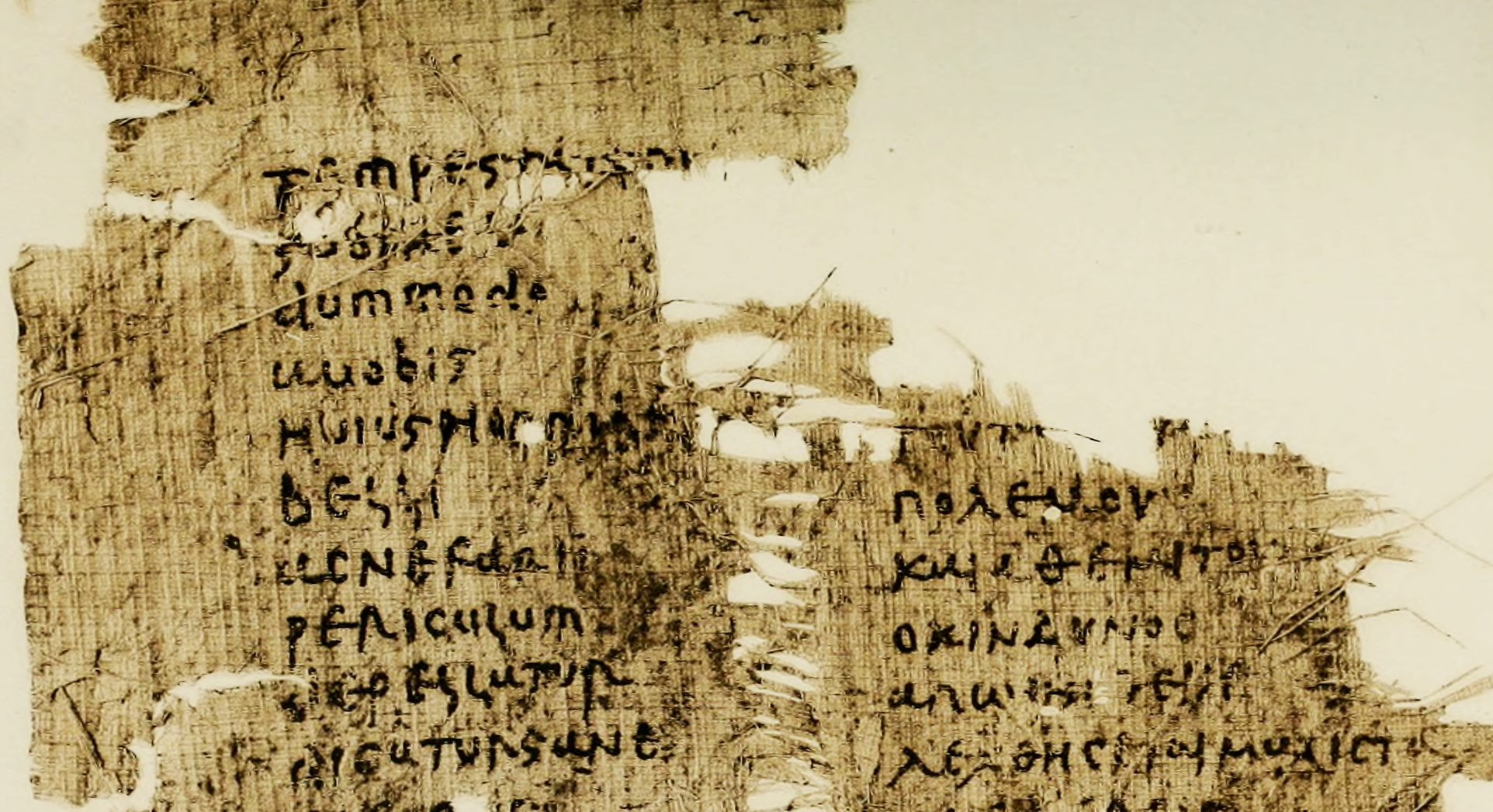
بردية من القرن الخامس تُظهر كتابات لاتنينة - يونانية جنباً إلى جنب من حديث لشيشرون

الرومان الذين حصلوا على تعليم النخبة درسوا اليونانية كلغة أدبية، ومعظم الرجال من الطبقات الحاكمة يمكن أن يتحدثوا اليونانية. شجع أباطرة سلالة جوليو كلاوديان معايير عالية من اللاتينية الصحيحة (Latinitas)، وهي حركة لغوية محددة في المصطلحات الحديثة بأسم اللاتينية الكلاسيكية، وفضلت اللاتينية لممارسة الأعمال الرسمية. حاول كلوديوس الحد من استخدام اللغة اليونانية، وفي بعض الأحيان ألغى جنسية أولئك الذين لا يعرفون اللغة اللاتينية، ولكن حتى في مجلس الشيوخ استند إلى إزدواج لغتيه في التواصل مع السفراء الناطقين باليونانية. يشير إليه سويتونيوس في إقتباسة «لغتينينا».
في الإمبراطورية الشرقية، تُرجمت القوانين والوثائق الرسمية بإنتظام من اللاتينية إلى اليونانية. يشار إلى التداخل اليومي للغتين بالنقوش ثنائية اللغة، والتي تتغير في بعض الأحيان من وإلى اليونانية واللاتينية. بعد أن تم منح جميع سكان الإمبراطورية المولودين حق الاقتراع في عام 212 م، كان عدد كبير من المواطنين الرومان لا يفهمون اللاتينية، على الرغم من أن اللاتينية ظلت علامة من «الرومنه».
من بين الإصلاحات الأخرى، سعى الإمبراطور ديوكلتيانوس (حكم 284-305) إلى تجديد سلطة اللاتينية، والتعبير اليوناني (باليونانية: hē kratousa dialektos) («لغة القوة») تشهد على استمرار وضع اللغة اللاتينية باعتبارها «لغة القوة». في أوائل القرن السادس، انخرط الإمبراطور جستينيان في بذل جهود حثيثة لإعادة تأكيد وضع اللغة اللاتينية باعتبارها لغة القانون، على الرغم من أن اللغة اللاتينية لم تعد في عهده رائجة كأي لغة موجودة في الشرق.

### اللغات المحلية والتراث اللغوي

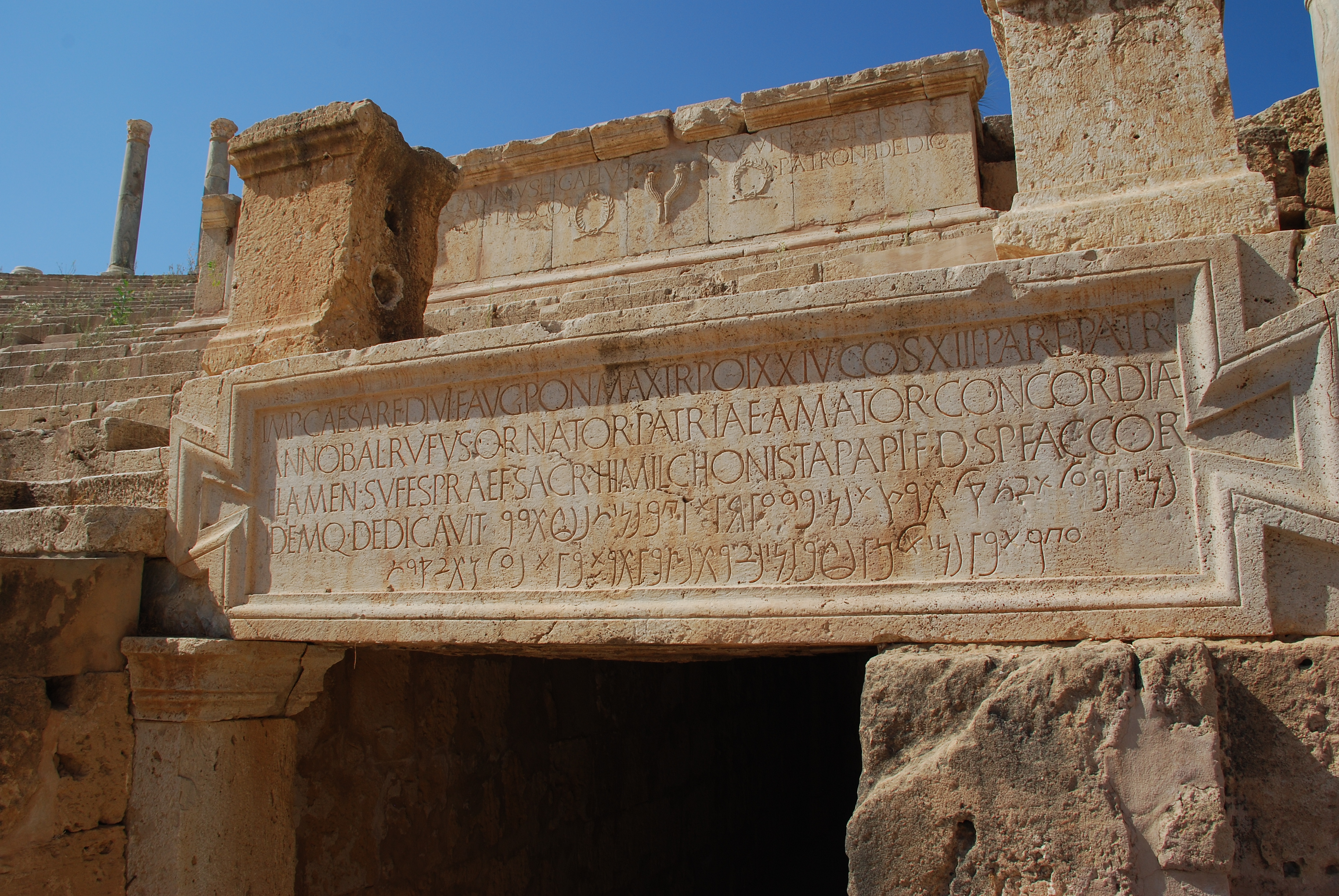
نقوش ثنائية اللغة لاتينية-قرطاجية في المسرح الموجود في ليبتس ماجنا، أفريكا الرومانية (ليبيا حالياً)

تشير الإشارات إلى المترجمين الفوريين إلى أنه كان يتم استخدام اللغات المحلية بخلاف اليونانية واللاتينية بشكل مستمر، خاصة في مصر، حيث كانت اللغة القبطية مهيمنة، وفي المواقع العسكرية على طول نهر الراين والدانوب. يبدي محامي القانون الروماني أيضًا اهتمامًا باللغات المحلية مثل البونيقية والغالية والآرامية في سعيهم للفهم الصحيح وتطبيق القوانين والأقسام. في مقاطعة إفريكا، تم استخدام Libyco-Berber و Punic في النقوش والأساطير على العملات المعدنية خلال فترة حكم تيبيريوس (القرن الأول الميلادي). تظهر النقوش الليبية-البربرية والبونقية على المباني العامة حتى القرن الثاني، بعضها ثنائي اللغة مع اللاتينية. في سوريا، استخدم جنود مدينة بالميرا (تدمر حالياً) لهجتهم من اللغة الآرامية في النقوش، في استثناء صارخ للقانون القائل بأن اللاتينية هي لغة الجيش.
يعد أرشيف باباثا مثالًا مشيراً للتعددية اللغات في الإمبراطورية. هذه البرديات، التي سميت باسم امرأة يهودية في مقاطعة الجزيرة العربية والتي يرجع تاريخها من 93 إلى 132 م، كُتبت معظمها بالآرامية، وهي اللغة المحلية، المكتوبة بالأحرف اليونانية متأثرة بالأحرف السامية واللاتينية. ومع ذلك، هناك التماس إلى الحاكم الروماني كُتب باللغة اليونانية.
هيمنة اللاتينية بين النخبة المتعلمة قد تحجب استمرارية اللغات المنطوقة، لأن جميع اللغات داخل الإمبراطورية الرومانية كانت في الغالب شفهية. في الغرب، استبدلت اللاتينية، المشار إليها في شكلها المنطوق باسم اللاتينية العامية، بالتدريجية اللغات الكلتية والإيطالية التي كانت مرتبطة بها من أصل هندي أوروبي مشترك. القواسم المشتركة في بناء الجملة والمفردات سهلت سيطرة اللاتينية.
بعد أن أصبحت السلطة السياسية لامركزية في العصور القديمة المتأخرة، تطورت اللغة اللاتينية محليًا إلى فروع أصبحت اللغات الرومانسية، مثل الإسبانية والبرتغالية والفرنسية والإيطالية والرومانية، وعدد كبير من اللغات واللهجات الثانوية. اليوم، هناك أكثر من 900 مليون شخص يتحدثونهم كلغتهم الأم في كل أنحاء العالم.
كلغة دولية للتعلم والأدب، أستمرت اللاتينية كوسيلة نشطة للتعبير عن الدبلوماسية والتطورات الفكرية المرتبطة بعصر النهضة الإنسانية حتى القرن 17، وبالقانون والكنيسة الرومانية الكاثوليكية حتى وقتنا الحالي.
على الرغم من استمرار اللغة اليونانية كلغة الإمبراطورية البيزنطية، إلا أن التوزيع اللغوي في الشرق كان أكثر تعقيدًا. أغلبية الناطقين باليونانية يعيشون في شبه الجزيرة اليونانية والجزر، وغرب الأناضول، والمدن الكبرى، وبعض المناطق الساحلية. مثل اللغة اليونانية واللاتينية، كانت اللغة التراقية من أصل هندي أوروبي، وكذلك العديد من اللغات المنقرضة حاليًا في الأناضول والتي تشهد عليها النقوش التي تعود إلى الحقبة الإمبراطورية. غالبًا ما يُنظر إلى الألبانية على أنها سليل اللغات الإيليرية، على الرغم من أن هذه الفرضية قد تم تحديها من قِبل بعض اللغويين الذين يؤكدون أنها مشتقة من اللغة الداقية أو التراقيّة. (ومع ذلك، ربما تكون الإيليرية والداقية والتراقية قد شكلت مجموعة فرعية أو سبراشبوند؛ انظر التراقية-الإيليرية.) العديد من اللغات الأفريقية الآسيوية المختلفة -القبطية في مصر بشكل رئيسي، والأرامية في سوريا وبلاد ما بين النهرين- لم تُستبدل أبداً باليونانية. ومع ذلك، الاستخدام الدولي لليونانية، كان أحد العوامل التي ساعدت في إنتشار المسيحية، كما هو مبين على سبيل المثال عن طريق استخدام اليونانية في رسائل بولس.
قد تشير العديد من الإشارات إلى اللغة الغالية في العصور القديمة المتأخرة إلى استمرار النطق بها. في القرن الثاني الميلادي، كان هناك اعتراف صريح باستخدامه في بعض الآداب القانونية، الكهانة علم العقاقير. أشار سولبيسيوس سيفيروس، الذي كتب في القرن الخامس الميلادي في غاليا أكويتانيا، إلى ثنائية اللغة مع اللغة الغالية كلغة أولى. شهد جيروم (331-420) على بقاء اللهجة الغالية في الأناضول والتي تم التحدث بها من قبل قبيلة تريفي بالقرب من ترير. يفترض الكثير من دارسي المنح في علم اللغويات التاريخية أن اللغة الغالية كانت لا تزال تتحدث حتى أواخر القرن السادس وحتى أواخر القرن السادس في فرنسا. على الرغم من الكتابة بالحروف اللاتينية للثقافة المادية المحلية، إلا أن اللغة الغاليّة قد بقيت على قيد الحياة وتعايشت مع اللاتينية المنطوقة خلال قرون من الحكم الروماني للغال. كانت آخر إشارة إلى الغالية من قبل سيريل السكيثوبوليس، مدعيا أن روحًا شريرة مست راهبًا وجعله قادرًا على التحدث باللغة الغالية فقط، بينما تمت الإشارة للمرة الأخيرة إلى الغالية في فرنسا بواسطة غريغوري التورزي بين 560 و 575، مشيرًا إلى أن مزار في أوفيرني «يُسمى فاسو جالاتي في اللهجة الغالية» تم تدميره وحرقه تماماً. بعد فترة طويلة من ثنائية اللغة، صاغت اللغات الغالو رومانسية الناشئة بما في ذلك الفرنسية من قبل الغالية بعدة طرق. في حالة اللغة الفرنسية، تشمل هذه الكلمات المستعارة والترجمة الاقتراضية (بما في ذلك "oui"، كلمة «نعم»)، تغيير الأصوات والتأثيرات في الاقتران وترتيب الكلمات.

## المجتمع

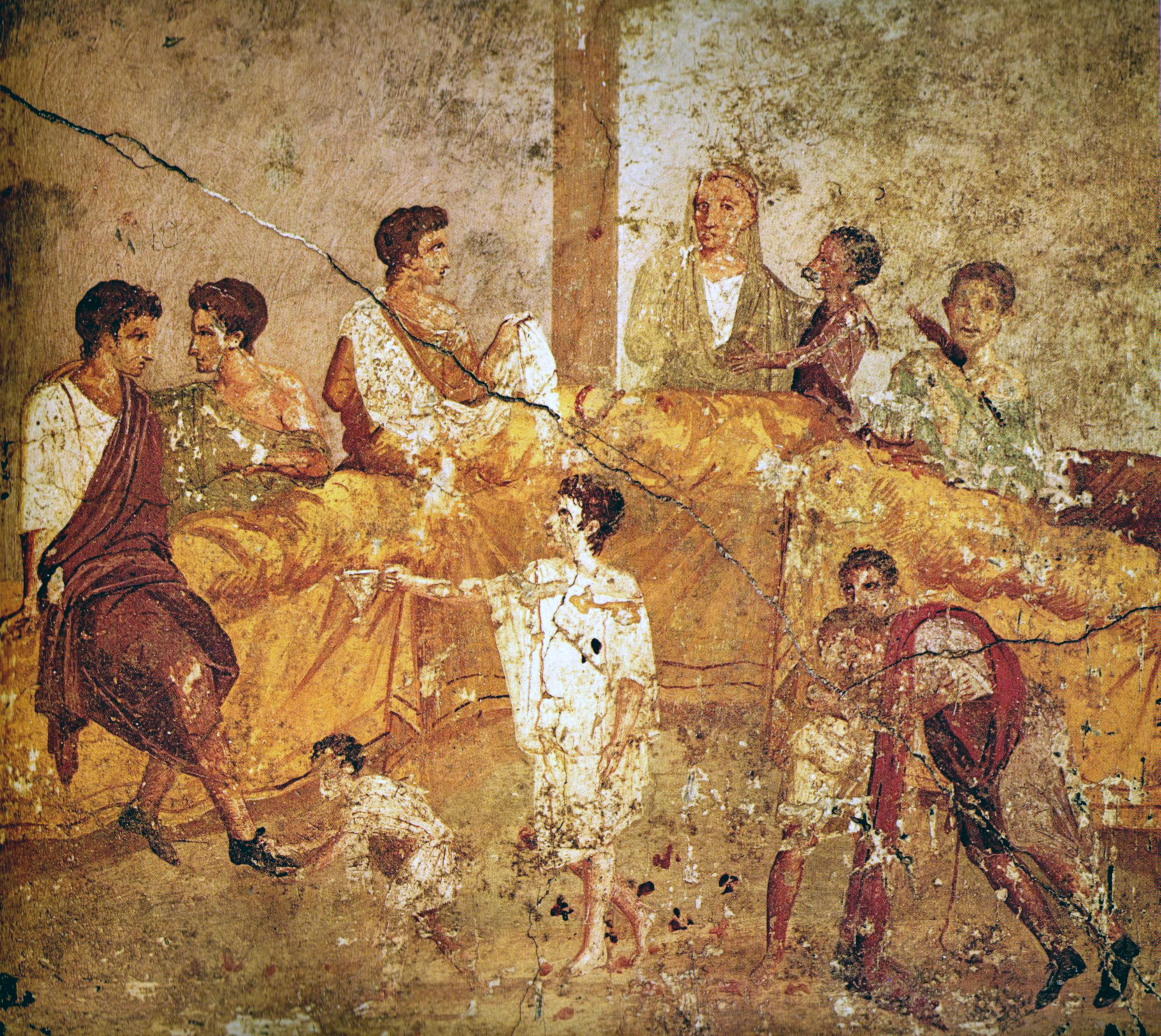
مأدبة متعددة الأجيال مصورة على لوحة جدارية من بومبي (القرن الأول ميلاديًا)

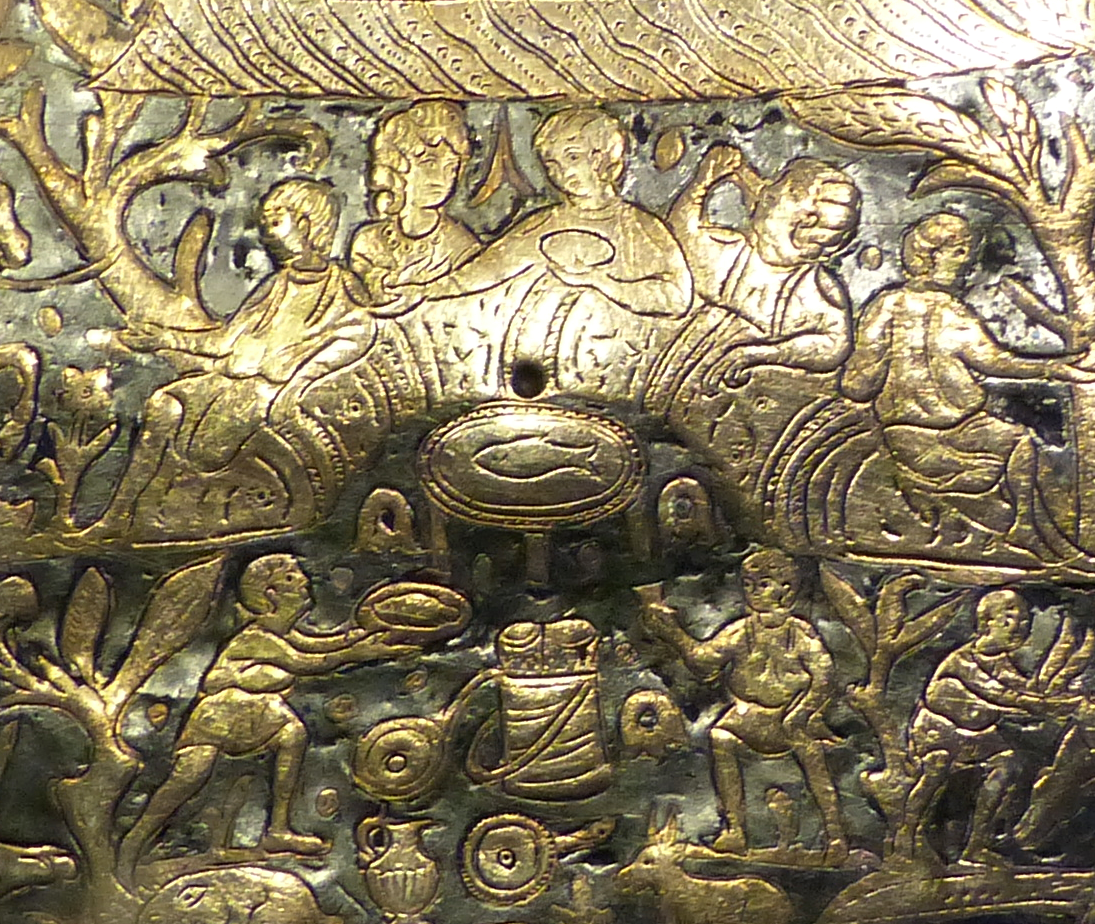
إحدي تفاصيل طبق في كنز شوزو في بحيرة بالاتون

كانت الإمبراطورية الرومانية متعددة الثقافات بشكل ملحوظ، مع «قدرة تماسك مدهشة إلى حد ما» لخلق شعور بالهوية المشتركة بينما تشمل شعوب متنوعة داخل نظامها السياسي على مدى فترة طويلة من الزمن. ساعد الاهتمام الروماني في إنشاء المعالم العامة والأماكن العامة المفتوحة للجميع - مثل المنتديات والمدرجات والميادين والحمامات العامة - على تعزيز الشعور بـ «الرومنة» (الإنتماء للدولة الرومانية).
كان لدى المجتمع الروماني تسلسل هرمي اجتماعي متداخل لا يمكن أن تمثله المفهوم الحديث لـ«الطبقة». تركت عقدين من الحرب الأهلية التي ارتفع فيها أغسطس إلى السلطة الوحيدة المجتمع التقليدي في روما في حالة من الفوضى والاضطراب. لكنها لم تؤثر على إعادة التوزيع الفوري للثروة والسلطة الاجتماعية. من وجهة نظر الطبقات الدنيا، تم إضافة قمة فقط إلى الهرم الاجتماعي. استمرت العلاقات الشخصية والمحسوبية والصداقة (amicitia)، الأسرة والزواج، في التأثير على أساليب السياسة والحكومة، كما كان الحال في الجمهورية. بحلول حكم نيرون، لم يكن من الغريب أن نجد عبداً سابقاً أكثر ثراءً من مواطن حر، أو أن فارس يمارس سلطة أكبر من السيناتور.
أدى عدم وضوح أو إسهاب التسلسلات الهرمية الأكثر صرامة للجمهورية إلى زيادة الحراك الاجتماعي في ظل الإمبراطورية، صعودًا وهبوطا على حد سواء، إلى حد تجاوز فيه الحراك كل المجتمعات القديمة الموثقة جيدًا. حظيت النساء والأحرار والعبيد بفرص للربح وممارسة النفوذ بطرق لم تكن متاحة لهم في السابق. تم تعزيز الحياة الاجتماعية في الإمبراطورية، لا سيما بالنسبة لأولئك الذين كانت مواردهم الشخصية محدودة ، من خلال انتشار الجمعيات التطوعية والأخويات (الزمالة وسولدليتيس) التي تشكلت لأغراض متعددة: النقابات المهنية والتجارية، ومجموعات المحاربين القدامى، والعقائد الدينية، ونوادي الشرب وتناول الطعام، فرق الفنون المسرحية، ومجتمع الدفن.

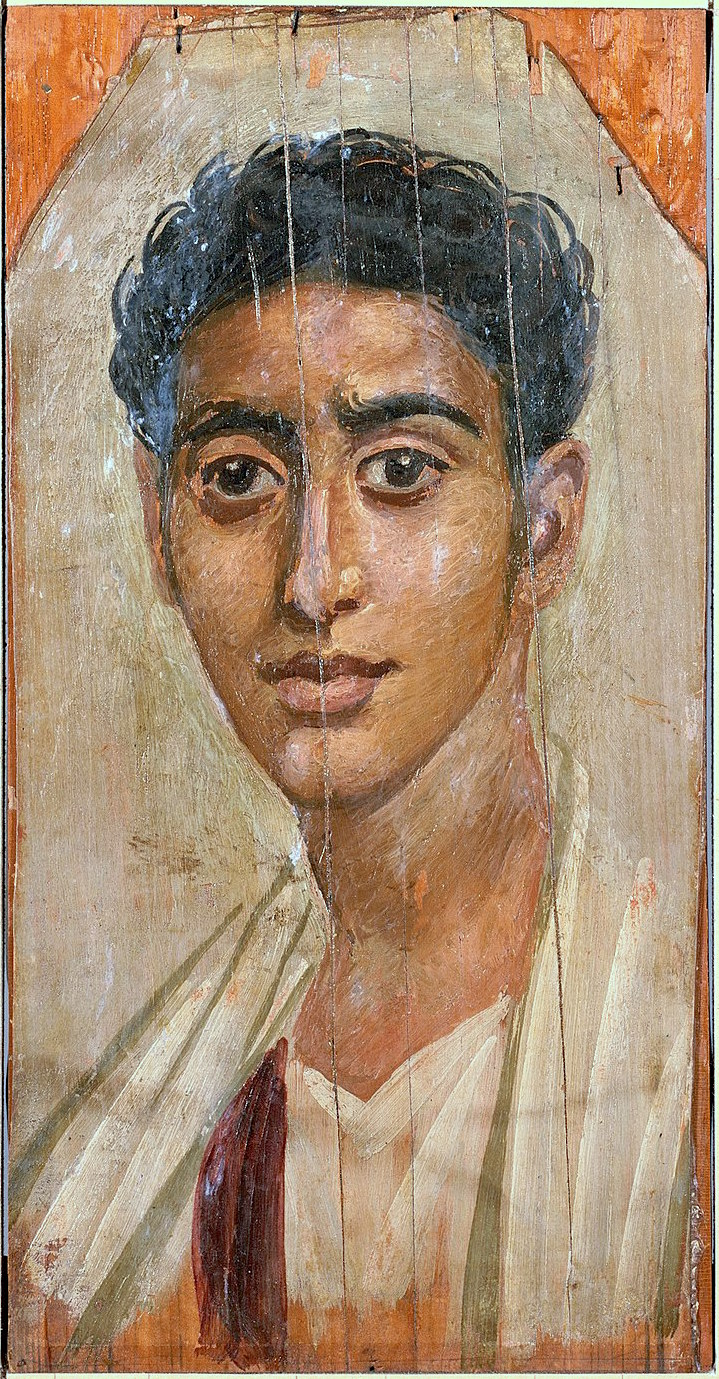
مواطن من مصر (لوحات مومياوات الفيوم)

### الحالة القانونية
وفقًا للمحامي غايوس، كان التمييز الأساسي في «قانون الأشخاص» الروماني هو أن جميع البشر إما كانوا أحرارًا (liberi) أو عبيدًا (servi). يمكن تعريف الوضع القانوني للأشخاص الأحرار بحسب حالة مواطنتهم. كان معظم المواطنين يتمتعون بحقوق محدودة (مثل ius Latinum، "حقوق اللاتينين")، لكن يحق لهم الحصول على الحماية والامتيازات القانونية التي لا يتمتع بها أولئك الذين يفتقرون إلى المواطنة. إن الأشخاص الأحرار الذين لا يعتبرون مواطنين، لكنهم يعيشون في العالم الروماني، يحتلون مكانة الرحالة، شخص غير روماني. في عام 212 م، عن طريق المرسوم المعروف باسم منشور أنطونيوس، مدد الإمبراطور كاراكلا المواطنة لجميع سكان الإمبراطورية المولودين أحراراً. هذه المساواة القانونية كانت تتطلب مراجعة بعيدة المدى للقوانين الحالية التي ميزت بين المواطنين وغير المواطنين.

#### النساء في القانون الروماني
كانت النساء الرومانيات المولودن أحراراً مواطنات في جميع أنحاء الجمهورية والإمبراطورية، لكنهن لم يصوتن أو يشغلن مناصب سياسية أو يخدمن في الجيش. تحدد حالة مواطنة الأم حالة مواطنة أطفالها، كما هو مبين في العبارة ex duobus civibus Romanis natos («الأطفال المولودين من مواطنين رومانيين»). احتفظت المرأة الرومانية باسم عائلتها (النومين) مدى الحياة. غالبًا ما يأخذ الأطفال اسم الأب، ولكن في فترة الإمبراطورية كان يمكن استخدام اسم الأم أحيانًا كجزء من اسمهم، أو حتى إستخدامه بدلاً من أسم الأب.
تم التخلي عن الشكل القديم لزواج اليد الذي خضعت فيه المرأة لسلطة زوجها إلى حد كبير في العهد الإمبراطوري، واحتفظت المرأة المتزوجة بملكية أي ممتلكات إملتكتها لما بعد الزواج. من الناحية الفنية، تبقي المرأة تحت سلطة والدها القانونية، رغم أنها انتقلت إلى منزل زوجها، لكن عندما يتوفي والدها، تكون حره قانونيًا. كان هذا النظام أحد العوامل في درجة الاستقلال التي تتمتعت بها المرأة الرومانية مقارنةً بالعديد من الثقافات القديمة الأخرى وحتى العصر الحديث: رغم أنها اضطرت إلى الإتكال علي والدها في الأمور القانونية، إلا أنها كانت تتحكم بحرية في حياتها اليومية، ولم يكن لزوجها أي سلطة قانونية عليها. على الرغم من أنه كان من دواعي الفخر أن تكون «امرأة رجل واحد» (univira) تزوجت مرة واحدة فقط، كان هناك بعض العار المرتبط بالطلاق، وإلى الزواج بسرعة بعد فقدان الزوج حال وفاته أو الطلاق.
تتمتع الفتيات بحقوق الميراث على قدم المساواة مع الأولاد إذا مات والدهم دون أن يترك وصية. أعطاء الأم الرومانية الحق في امتلاك الممتلكات والتخلص منها كما تريد، بما في ذلك تحديد شروط وصيتها، تأثيراً كبيراً على أبنائها حتى عندما يكونون بالغين.
كجزء من برنامج أغسطس لاستعادة الأخلاق التقليدية والنظام الاجتماعي، حاول التشريع الأخلاقي تنظيم سلوك الرجال والنساء كوسيلة لتعزيز «القيم العائلية». تم تجريم الزنا، الذي كان مسألة عائلية خاصة في ظل الجمهورية. ويعرف على نطاق واسع بأنه فعل جنسي غير مشروع (ستبورم) يقع بين مواطن ذكر وامرأة متزوجة، أو بين امرأة متزوجة وأي رجل غير زوجها. شجعت الدولة على الإنجاب: منحت امرأة أنجبت ثلاثة أطفال شرف رمزي وحرية قانونية أكبر (حق الأطفال-(باللاتينية: Jus trium liberorum)).
بسبب وضعها القانوني كمواطنة ودرجة إمكانية حريتها، يمكن للمرأة امتلاك الممتلكات وإبرام العقود والمشاركة في الأعمال التجارية، بما في ذلك الشحن والتصنيع وإقراض المال. تكرم النقوش في جميع أنحاء الإمبراطورية النساء كمساهمين في تمويل الأشغال العامة، وهذا مؤشر على أنهن يمكنهن اكتساب ثروات كبيرة والتخلص منها، كمثال: تم تمويل قوس سيرغي من قبل سالفيا بوستما، وهي عضوة في العائلة تم تكريمها، وتم تمويل أكبر مبنى في المنتدى في بومبي من قبل إوماتشيا، كاهنة فينوس.

#### العبيد والقانون
في وقت أغسطس، كان ما يصل إلى 35٪ من الناس في إيطاليا من العبيد، جاعلاً روما واحدة من «مجتمعات العبيد» الخمس التاريخية التي شكل فيها العبيد خمس السكان على الأقل ولعبوا دورًا رئيسيًا في الاقتصاد. كانت العبودية مؤسسة معقدة تدعم الهياكل الاجتماعية الرومانية التقليدية فضلاً عن المساهمة في المنفعة الاقتصادية. في المناطق الحضرية، قد يكون العبيد مهنيين مثل المعلمين والأطباء والطهاة والمحاسبين، بالإضافة إلى غالبية العبيد الذين قدموا عمالة مدربة أو غير ماهرة في المنازل أو أماكن العمل. اعتمدت الزراعة والصناعة، مثل الطحن والتعدين، على استغلال العبيد. خارج إيطاليا، كان العبيد يشكلون في المتوسط ما يتراوح بين 10 و 20٪ من السكان، مشتتة في مصر الرومانية ولكن أكثر تركيزًا في بعض المناطق اليونانية. إن توسيع الملكية الرومانية للأراضي والصناعات الصالحة للزراعة كان سيؤثر على ممارسات العبودية الموجودة في المقاطعات. على الرغم من أن مؤسسة العبودية كانت غالبًا ما تُعتبر ضعيفة في القرنين الثالث والرابع، إلا أنها ظلت جزءًا لا يتجزأ من المجتمع الروماني حتى القرن الخامس. توقفت العبودية تدريجياً في القرنين السادس والسابع مع تراجع المراكز الحضرية في الغرب وتفكك الاقتصاد الإمبراطوري المعقد الذي خلق الطلب عليه.

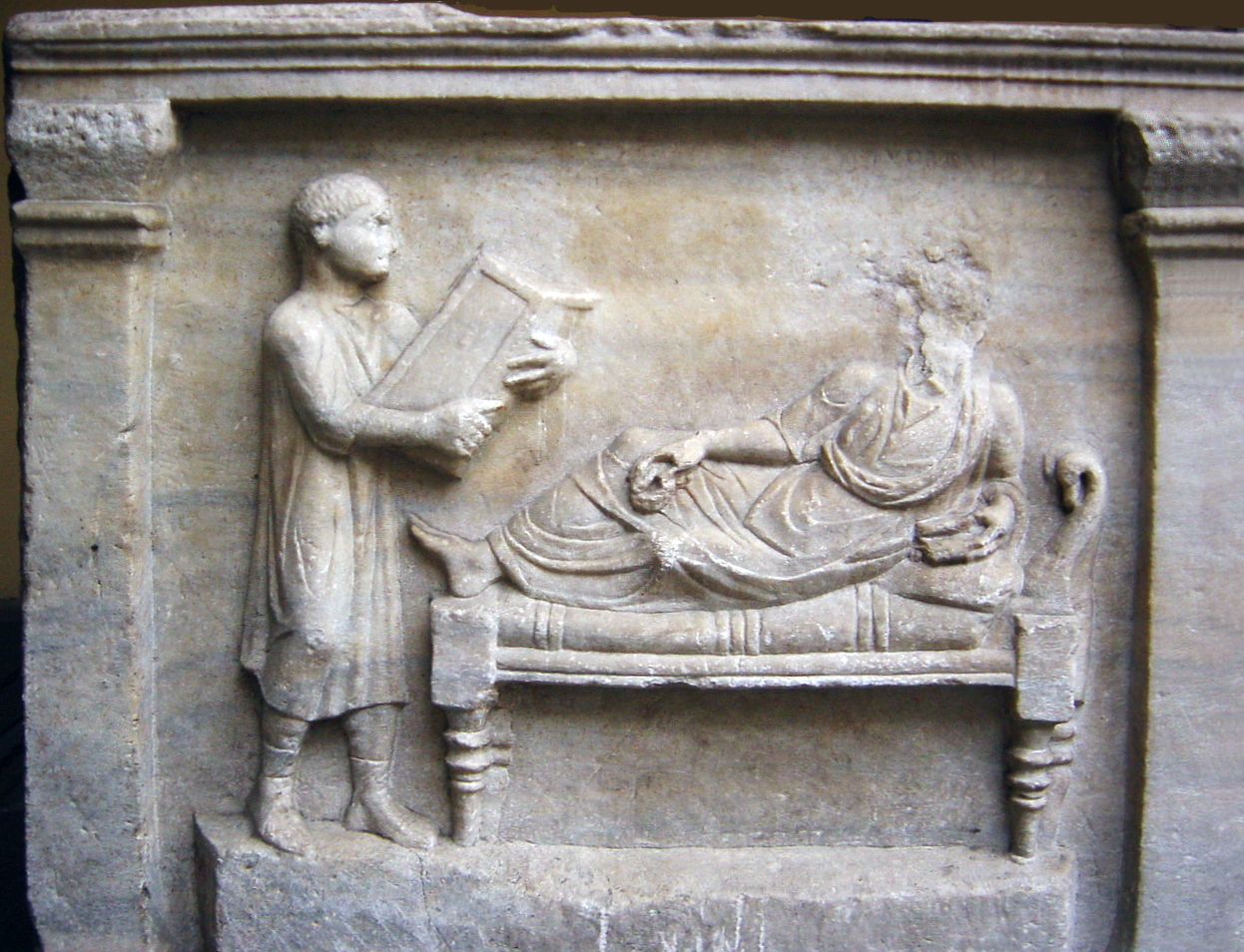
Slave holding writing tablets for his master (relief from a 4th-century sarcophagus)

كانت القوانين المتعلقة بالعبودية «معقدة للغاية». بموجب القانون الروماني، كان العبيد يعتبرون ملكية وليس لديهم شخصية قانونية. يمكن أن يتعرضوا لأشكال العقاب البدني التي لا تمارس عادة على المواطنين والاستغلال الجنسي والتعذيب والإعدام بإجراءات موجزة. لا يمكن اغتصاب العبد كمسألة قانونية لأن الاغتصاب لا يمكن أن يُرتكب إلا ضد الأشخاص الأحرار، كان لا بد من محاكمة مغتصب العبد من قبل مالك الأخير بسبب الأضرار التي لحقت بالممتلكات بموجب قانون قانون أكويليا. لم يكن للعبيد الحق في شكل زواج قانوني يسمى كونوبيوم، لكن في بعض الأحيان يتم الاعتراف بإتحادهم، وإذا تم تحريرهما، فيمكنهما الزواج. في أعقاب حروب العبيد في الجمهورية، يُظهر التشريع الصادر في عهد أغسطس وخلفائه اهتمامًا محوريًا بالسيطرة على خطر التمردات من خلال الحد من حجم مجموعات العمل، ومطاردة العبيد الهاربين.
من الناحية الفنية، لا يستطيع العبد امتلاك الممتلكات، ولكن يمكن أن يُمنح العبد الذي يجري التجارة إمكانية الوصول إلى حساب فردي أو المال (باللاتينية: peculium) والذي يمكن أن يستخدمه كما لو كان خاصًا به. تختلف شروط هذا الحساب حسب درجة الثقة والتعاون بين المالك والعبد: يمكن أن يُمنح العبد الذي يتمتع بقدرة كبيرة على العمل مهلة طويلة لتحقيق الربح وقد يُسمح له بتوارث الثروة الذي يستخدمها إلى عبيد آخرين من أسرته. داخل الأسرة المعيشية أو في مكان العمل، قد يوجد تسلسل هرمي للعبيد، حيث يكون أحد الرقيق في الواقع بمثابة سيد العبيد الآخرين.
مع مرور الوقت، حصل العبيد على حماية قانونية متزايدة، بما في ذلك الحق في تقديم شكاوى ضد أسيادهم. قد تتضمن فاتورة البيع فقرة تنص على أنه لا يمكن استخدام العبد في الدعارة، حيث أن البغايا في روما القديمة غالباً ما كانوا عبيدًا. دفعت التجارة المزدهرة في العبيد المخصيين في أواخر القرن الأول الميلادي إلى تشريع يحظر إخصاء العبد ضد إرادته «للشهوة أو المكسب».
العبودية الرومانية لم تكن مبنية على العرق. تم استعباد العبيد من جميع أنحاء أوروبا والبحر الأبيض المتوسط، بما في ذلك بلاد الغال وإسبانيا وألمانيا وبريطانيا والبلقان واليونان ... عمومًا، كان العبيد في إيطاليا من الإيطاليين الأصليين، مع أقلية من الأجانب (بما في ذلك العبيد والمحررين) المولودين خارج إيطاليا يقدرون 5٪ من المجموع في العاصمة في ذروتها، حيث كان عددهم أكبر. كان أولئك من خارج أوروبا من أصل يوناني في الغالب، في حين أن اليهود لم يتم دمجهم بالكامل في المجتمع الروماني، ظلوا أقلية محدودة. كان لدى هؤلاء العبيد (وخاصة الأجانب) معدلات وفيات أعلى ومعدلات مواليد أقل من السكان الأصليين، وأحيانًا ما يتعرضوا للطرد الجماعي. كان متوسط العمر المسجل عند الوفاة لعبيد مدينة روما منخفضًا بشكل غير عادي: سبعة عشر عامًا ونصف (17.2 للذكور ؛ 17.9 للإناث).
خلال فترة التوسع الجمهوري عندما أصبحت العبودية منتشرة، كان أسرى الحرب مصدرًا رئيسيًا للعبيد. عكس تنوع الأعراق بين العبيد إلى حد ما تنوع الجيوش التي هزمتها روما في الحرب، وأدى غزو اليونان إلى جلب عدد من العبيد ذوي المهارات العالية والمتعلمين إلى روما. كما تم تجارة العبيد في الأسواق وبيعها في بعض الأحيان من قبل القراصنة. كانت المصادر الأخرى هي هجر الرضع والاستعباد الذاتي بين الفقراء. وعلى النقيض من ذلك ، بنت العبدة (باللاتينية: Vernae)، وهم من ولدن لعبيد من الإناث داخل الأسرة الحضرية أو في عقار أو مزرعة ريفية. على الرغم من عدم تمتعهم بوضع قانوني خاص، فإن المالك الذي يسئ معاملتهم أو يخفق في رعايتهم، كان يواجه استنكارًا اجتماعيًا، حيث اعتُبروا جزءًا من عائلته أو أسرته أو في بعض الحالات قد يكونون في الواقع أبناء ذكور أحرار في عائلته.
قد يتراكم العبيد الموهوبون الذين يتمتعون بمهارة عالية للعمل بوفرة كبيرة تكفي لتبرير حريتهم، أو يمكن اعتقاهم مقابل الخدمات المقدمة. أصبح الإعتاق متكررًا بدرجة كافية لدرجة أنه في عام 2 ق.م، حدد قانون (ليكس فوفيا كانينيا) عدد العبيد الذين يُسمح للمالك بالإفراج عنهم بإرادته.

#### المعتقون

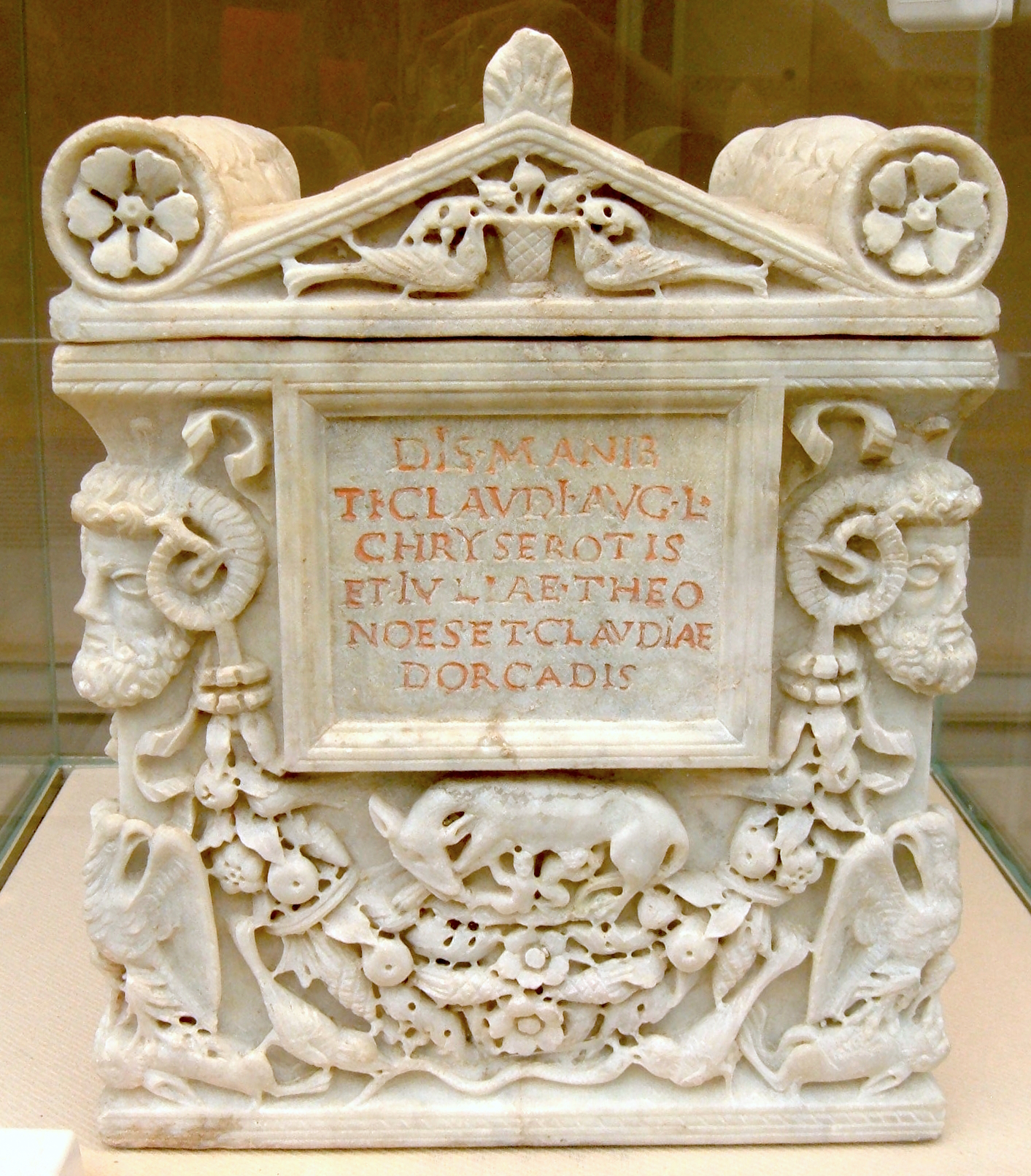
Cinerary urn for the freedman Tiberius Claudius Chryseros and two women, probably his wife and daughter

اختلفت روما عن دول المدن اليونانية في السماح للعبيد المحررين بأن يصبحوا مواطنين. بعد الإعتاق، لم يكن العبد الذي كان يمتلكه مواطن روماني يتمتع بحرية الملكية فحسب، بل يتمتع أيضًا بالحرية السياسية النشطة (libertas)، بما في ذلك الحق في التصويت. كان العبد الذي حاز على حريته (باللاتينية: libertas) يُدعي (باللاتينية: "libertus") («الشخص المفرج عنهم»، والمؤنث (باللاتينية: liberta)) فيما يتعلق بسيدة السابق، الذي أصبح بعد ذلك راعيه (patronus): استمر الطرفان في تحمل التزامات عرفية وقانونية تجاه بعضهما البعض. كطبقة اجتماعية بشكل عام، كان العبيد المفرج عنهم يدعون (باللاتينية: libertini)، على الرغم من أن الكتاب اللاحقين استخدموا المصطلحين (باللاتينية: libertus) و(باللاتينية: libertinus) بالتبادل.
لا يحق للمعتقين (باللاتينية: libertinus) أن يشغل مناصب عامة أو أعلى كهنوت في الدولة، لكنه يمكن أن يلعب دورًا كهنوتيًا في عبادة الإمبراطور. لم يستطع أن يتزوج امرأة من عائلة ذات رتبة سناتورية (مجلس الشيوخ)، ولا يمكنه الحصول على مرتبة مشروعة في مجلس الشيوخ نفسه، لكن خلال فترة الإمبراطورية المبكرة، شغل المعتقون مناصب رئيسية في البيروقراطية الحكومية، لدرجة أن هادريان حصر مشاركتهم بموجب القانون. آي أطفال مستقبليين للعبد المعتق، يتمتعون بحقوق المواطنة الكاملة.
صعود المعتقين الناجحين - سواء من خلال التأثير السياسي في الخدمة الإمبراطورية أو الثروة - هو سمة من سمات المجتمع الإمبراطوري المبكر. يشهد على ازدهار مجموعة من المعتقين الذين حققوا نجاحًا كبيرًا من خلال النقوش في جميع أنحاء الإمبراطورية، وملكية بعض المنازل الأكثر فخامة في بومبي، مثل منزل فيتاي. سخرت التجاوزات الخاصة من الأثرياء الجدد من شخصية تريمالشيو في ساتريكون  من قبل بترونيوس، الذي كتب في زمن نيرون. هؤلاء الأفراد، رغم كونهم استثنائيين، يدلون على الحراك الاجتماعي الصاعد المحتمل في الإمبراطورية.

### منصب الرقيب
تشير الكلمة اللاتينية ordo (جمعاً ordines) إلى التمييز الاجتماعي الذي يتم ترجمته بشكل مختلف إلى العربية على أنه «صنف، ترتيب، رتبة»، وهو معنى غير دقيق. كان أحد أهداف الرقيب الروماني هو تحديد الرتبة (باللاتينية: ordo) الذي ينتمي إليه الفرد. كانتا أعلى ربتان في روما هما السيناتور والإكوايتس. خارج روما ، كانت الدوكريون، المعروفة أيضًا باسم الكورياليس ((باليونانية: bouleutai))، هي أعلى رتبة حاكم لمدينة فردية.

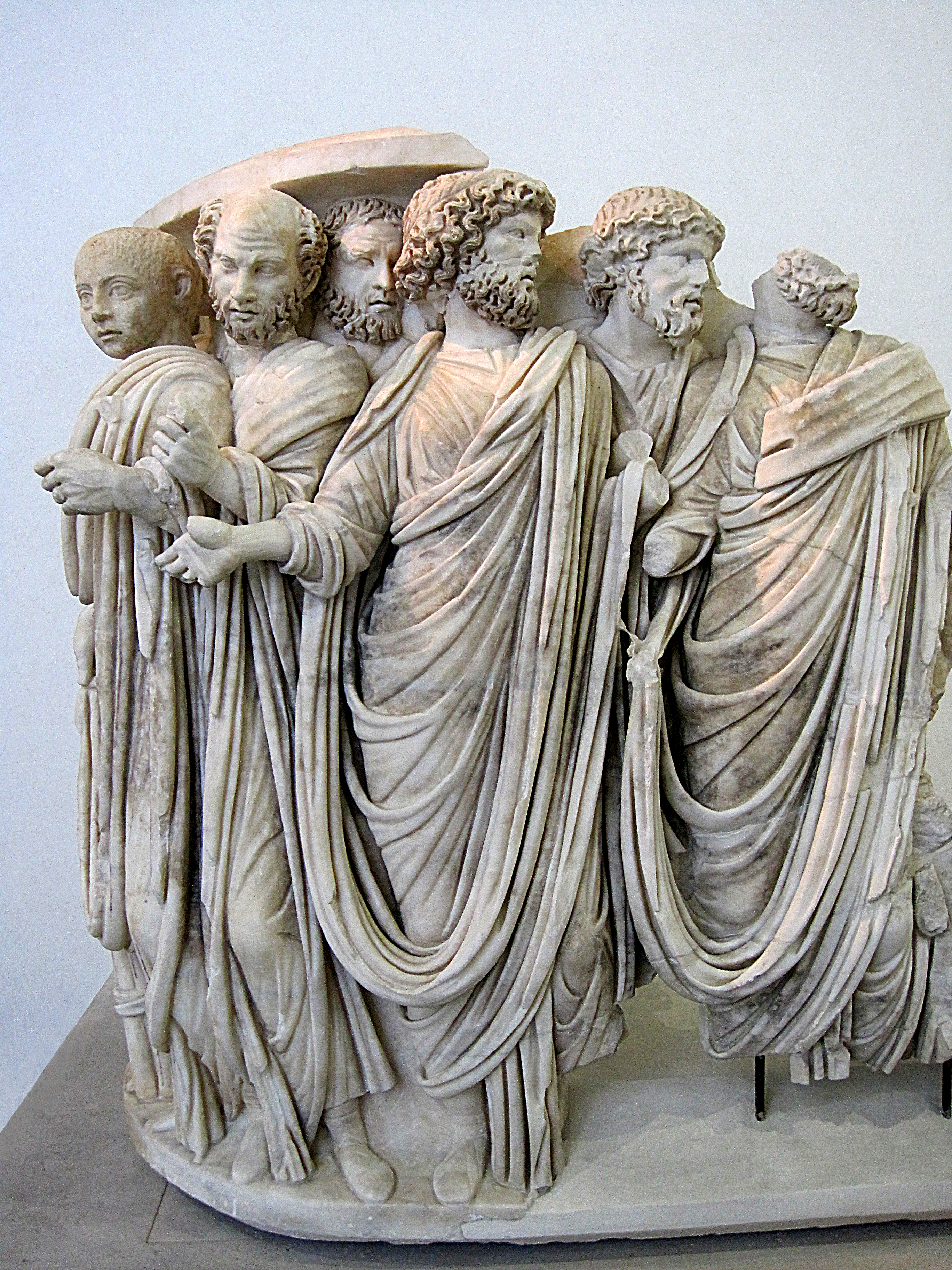
جزء من تابوت يصور غورديان الثالث وأعضاء مجلس الشيوخ (القرن الثالث)

لم يكن السيناتور "منصبًا منتخبًا في روما القديمة؛ فقد يحصل الفرد على فرصته في مجلس الشيوخ بعد انتخابه لمدة ولاية واحدة على الأقل كقاضي تنفيذي. وكان على عضو مجلس الشيوخ أيضًا أن يفي بحد أدنى من متطلبات الملكية يبلغ مليون سيسترتيوس، على النحو الذي يحدده الرقيب. قدم نيرون هدايا كبيرة من المال إلى عدد من أعضاء مجلس الشيوخ من العائلات القديمة الذين أصبحوا فقراء للغاية بحيث أصبحوا في رتبة التأهل مجدداً. ليس كل الرجال الذين تأهلوا لعضو مجلس الشيوخ اختاروا شغل مقعد في مجلس الشيوخ، وهو ما يتطلب إقامة قانونية في روما. غالبًا ما ملئ الأباطرة الشواغر في الهيئة المؤلفة من 600 عضو عن طريق التعيين. ينتمي ابن عضو مجلس الشيوخ إلى مجلس الشيوخ، لكن كان عليه أن يتأهل بناءً على مزاياه الخاصة للقبول في مجلس الشيوخ نفسه. يمكن إقالة عضو في مجلس الشيوخ بسبب انتهاكه للمعايير الأخلاقية: فقد مُنع، على سبيل المثال، من الزواج من امرأة مُحررة أو من القتال في الساحة.
في زمن نيرون، كان أعضاء مجلس الشيوخ لا يزالون في المقام الأول من روما وأجزاء أخرى من إيطاليا، وبعضهم من شبه الجزيرة الأيبيرية وجنوب فرنسا. تحت حكم فسبازيان بدأ رجال من المقاطعات الناطقة باليونانية في الشرق يدخلون مجلس الشيوخ. تم قبول السيناتور الأول من المقاطعة الشرقية البعيدة كابادوكيا، تحت حكم ماركوس أوريليوس. بحلول وقت سلالة سيفيران (193-235)، كان الإيطاليون يشكلون أقل من نصف مجلس الشيوخ. بحلول القرن الثالث، أصبحت الإقامة في روما غير عملية، وتشهد النقوش على أن أعضاء مجلس الشيوخ كانوا ناشطين في السياسة وبالسخاء في وطنهم (patria).
كان لدى أعضاء مجلس الشيوخ هالة من الهيبة وكانوا الطبقة الحاكمة التقليدية الذين ارتقوا من خلال المسار الوظيفي السياسي، لكن الإكوايتس في الإمبراطورية كانوا يمتلكون في الغالب ثروة وسلطة سياسية أكبر. كانت العضوية في ترتيب الإكوايتس قائمة على الملكية؛ في الأيام الأولى لروما، تميز الإكوايتس أو الفارس بقدرتهم على العمل كمحاربين راكبين («الحصان العام»)، لكن خدمة الفرسان كانت وظيفة منفصلة في الإمبراطورية. أشترط الرقيب أن يمتلك الرجل 400.000 سيسترتيوس وأن يكون من ثلاثة أجيال من الولادة الحرة ليصبح مؤهلاً لرتبة الإكوايتس. كشف إحصاء عام 28 ق.م عن وجود أعداد كبيرة من الرجال المؤهلين، وفي 14 م، تم تسجيل ألف فارس في قادس وبادوفا وحدهما. تدرج الإكوايتس عبر مسار مهني عسكري (الثلاث وظائف العسكرية) ليصبح بريفيكتوس عالي ووكيل في الإدارة الإمبراطورية.
صعود رجال المقاطعات إلى مرتبة مجلس الشيوخ والفروسية هو جانب من جوانب الحراك الاجتماعي في القرون الثلاثة الأولى من الإمبراطورية. كانت الأرستقراطية الرومانية قائمة على المنافسة، وعلى عكس النبلاء الأوروبيين في وقت لاحق، لم تتمكن الأسرة الرومانية من الحفاظ على موقعها فقط من خلال الخلافة الوراثية أو امتلاك الأراضي. جلب القبول في الرتب العليا الميزات والسلطات، ولكن أيضا عدد من المسؤوليات. في العصور القديمة، اعتمدت المدينة على مواطنيها القياديين في تمويل الأشغال العامة، والأحداث، والخدمات (باللاتينية: munera)، بدلاً من إيرادات الضرائب، والتي تدعم الجيش أساسًا. الحفاظ على الرتبة المطلوبة يتطلب نفقات شخصية ضخمة. كانت الدوكريون حيوية للغاية بالنسبة لعمل المدن لدرجة أنه في الإمبراطورية اللاحقة، مع استنزاف صفوف المجالس البلدية، شجعت الحكومة المركزية أولئك الذين ارتفعوا إلى مجلس الشيوخ على التخلي عن مقاعدهم والعودة إلى مدنهم الأصلية، في محاولة للحفاظ على الحياة المدنية.
في الإمبراطورية اللاحقة، ديجنتاس («الجدارة والاحترام») التي أعطت لرتبة سناتور أو الإكوايتس بمزيد من الألقاب مثل فير ألوستيريس، «الرجل اللامع». تم استخدام التسمية (باللاتينية: clarissimus) ((باليونانية: lamprotatos)) لتحديد ديجنتاس لشخصيات معينة من أعضاء مجلس الشيوخ وأسرهم المباشرة، بمن فيهم النساء. انتشرت «درجات» الإكوايتس. تم تصنيف من هم في الخدمة الإمبراطورية حسب درجة الأجور (سيكنيجوريس (باللاتينية: sexagenarius)، 60.000 سيسترتيوس في السنة، سنتيرنيس (باللاتينية: centenarius)، 100.000 سيسترتيوس، ديسنيريس(باللاتينية: ducenarius)، 200.000 سيسترتيوس). كان اللقب (باللاتينية: eminentissimus)، «الأكثر بروزًا» (باليونانية: exochôtatos) مخصصًا للإكوايتس الذين كانوا قائدين برايتورين. كان كبار المسؤولين في الإكوايتس يلقبون بـ(باللاتينية: perfectissimi)، «الأكثر تميزا» (باليونانية: diasêmotatoi)، والأقل كان يلقب (باللاتينية: egregii)، «المتميز» (باليونانية: kratistos).

#### فئات المجتمع

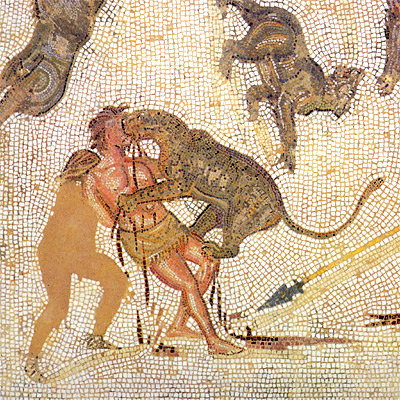
رجل مُدان يهاجمه نمر في الساحة (فسيفساء من تونس من القرن الثالث الميلادي)

مع تلاشي المبدأ الجمهوري المتمثل في مساواة المواطنين بموجب القانون ، أدت الامتيازات الرمزية والاجتماعية للطبقات العليا إلى تقسيم غير رسمي للمجتمع الروماني إلى أولئك الذين حصلوا على مرتبة الشرف (باللاتينية: honestiores) وأولئك الذين كانوا عاميين (باللاتينية: humiliores). بشكل عام، كان الحاصلون على مرتبة الشرف أعضاء في «المناصب» الثلاثة العليا إلى جانب بعض الضباط العسكريين. يبدو أن منح الجنسية العالمية في 212 م قد زاد من الرغبة التنافسية بين الطبقات العليا لتأكيد تفوقها على المواطنين الآخرين، لا سيما في إطار نظام العدالة. يعتمد الحكم على حكم المسؤول الرئيسي فيما يتعلق بـ «القيمة» النسبية (باللاتينية: dignitas) عن المُدعى عَليه: يمكن للحاصل على مرتبة الشرف أن يدفع غرامة عند إدانته بجريمة لكي يتعرض الشخص العامي للجلد.
الإعدام، الذي كان عقوبة قانونية متكررة للرجال الأحرار في ظل الجمهورية حتى في حالات العاصمة، يمكن أن يكون سريعًا وغير مؤلم نسبيًا بالنسبة للمواطن الإمبراطوري الذي يُعتبر «أكثر تشريفًا»، في حين أن أولئك الذين يُعتبر أنهم أقل شأناً قد يعانون من أنواع التعذيب والموت البطيء الذي كان مخصصًا في السابق للعبيد، مثل الصلب والإدانة بالوحوش باعتبارها مشهدًا في الساحة. في أوائل الإمبراطورية، يمكن لأولئك الذين اعتنقوا المسيحية أن يفقدوا مكانتهم كأشخاص مُشرفيين، خاصةً إذا رفضوا الوفاء بالجوانب الدينية لمسؤولياتهم المدنية، وبالتالي أصبحوا خاضعين للعقوبات التي خلقت ظروف الإستشهاد.

## الحكومة والجيش

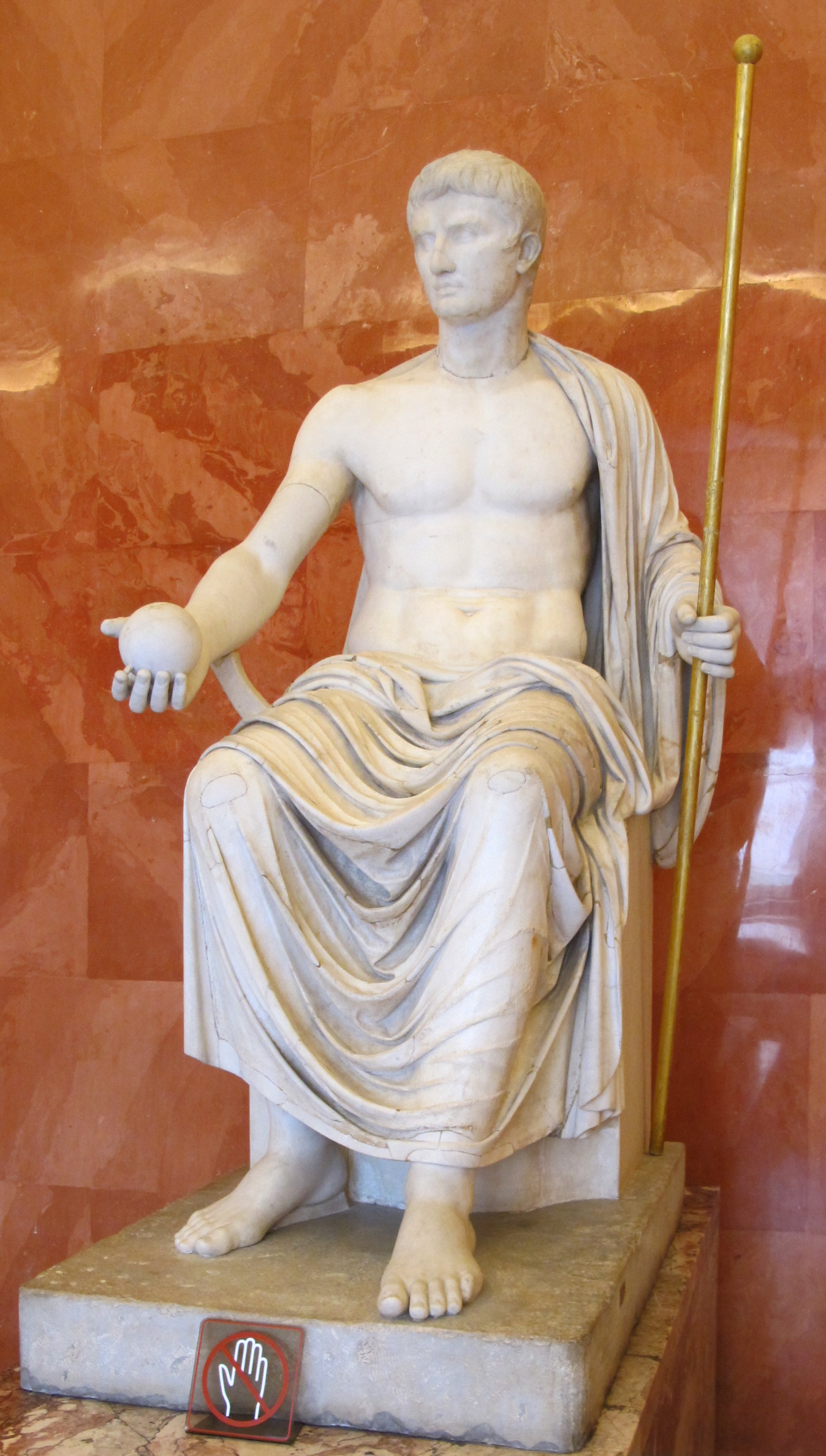
تمثال معاد بناءه لأغسطس علي هيئة جوبيتر، حاملاً صولجان وجرم سماوي (النصف الأول من القرن الأول الميلادي). منحت عبادة الإمبراطور في روما القديمة الأباطرة وبعض أفراد أسرهم الحق في السلطة الإلهية (أوكتوريتاس -) للدولة الرومانية. إن العرض الرسمي لثقافة عبادة الإمبراطور أقر بمنصبه وحكمه على أنه إلهي وموافق عليه دستوريًا: لذلك ينبغي عليه أن يبرهن على إحترامه للآلهة والعادات الجمهورية التقليدية.

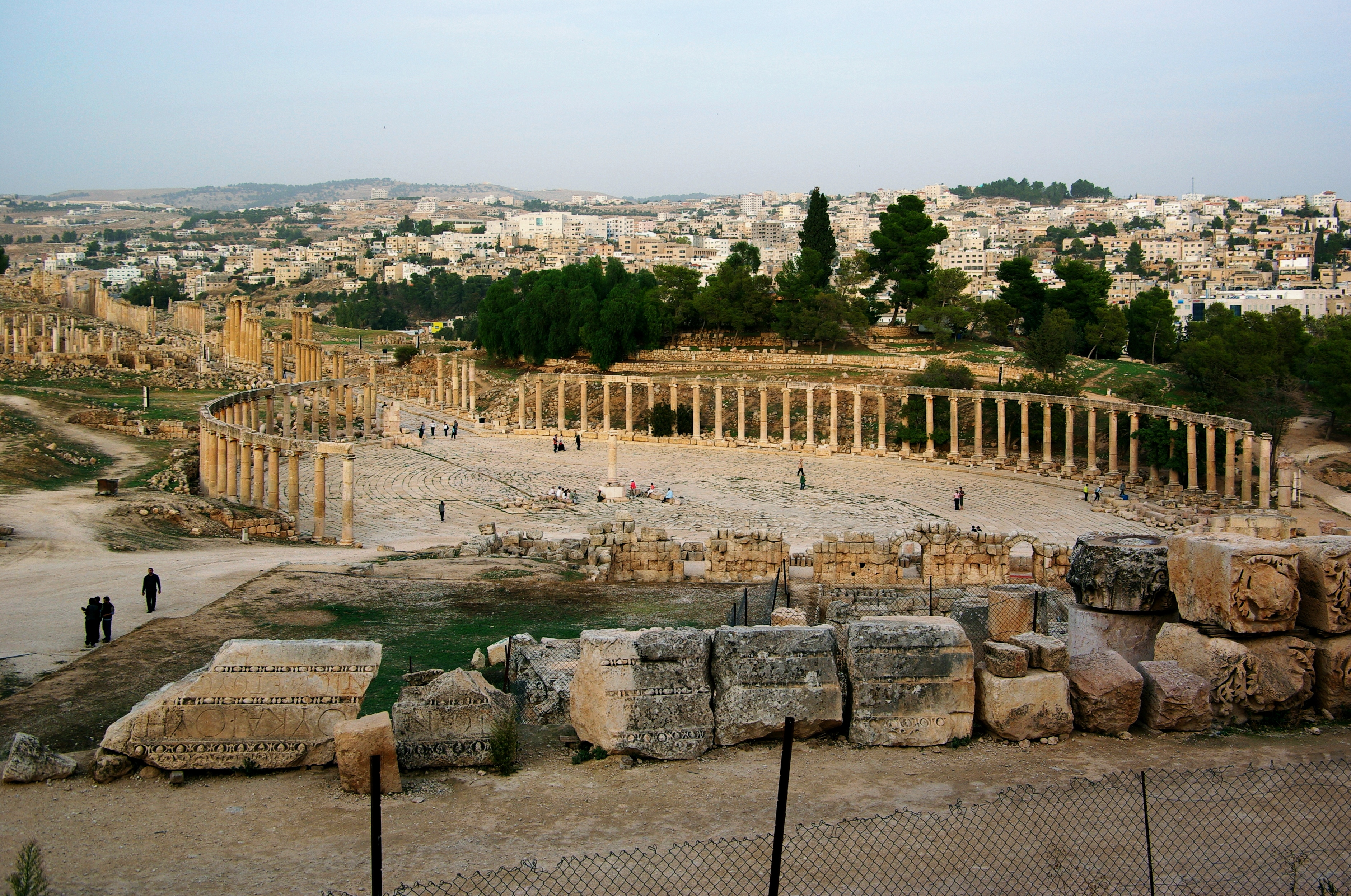
منتدى جارسا (جرش في الأردن حاليًا)، مع أعمدة تحدد ممشى مغطى (ستوا -) لأكشاك البائعين، ومساحة نصف دائرية للتحدث أمام الجمهور

كانت العناصر الرئيسية الثلاثة للدولة الإمبراطورية الرومانية هي الحكومة المركزية والجيش والحكومة الإقليمية. حالما يسيطر الجيش على منطقة من خلال الحرب، توضع أصبحت المدينة أو الشعب تحت معاهدة، وتتحول المهمة العسكرية إلى الشرطة: وتتمثل في حماية المواطنين الرومان (بعد 212 م، جميع سكان الإمبراطورية المولودون أحراراً)، الحقول الزراعية التي تطعمهم. والمواقع الدينية. بدون الأدوات الحديثة للإعلام الشامل أو الدمار الشامل، كان الرومان يفتقرون إلى القوى البشرية أو الموارد الكافية لفرض حكمهم بالقوة وحدها. كان التعاون مع نخبة القوى المحلية ضروريًا للحفاظ على النظام وجمع المعلومات واستخراج الإيرادات. غالبًا ما استغل الرومان الانقسامات السياسية الداخلية من خلال دعم فصيل على الآخر: في نظر فلوطرخس، «كان الخلاف بين الفصائل داخل المدن هو الذي أدى إلى فقدان الحكم الذاتي».
احتفظت المجتمعات ذات الولاء الثابت لروما بقوانينها الخاصة، ويمكنها تحصيل الضرائب الخاصة بها محليًا، وفي حالات استثنائية كانت معفاة من الضرائب الرومانية. كانت الامتيازات القانونية والاستقلالية النسبية حافزًا على البقاء في حالة جيد مع روما. كانت الحكومة الرومانية محدودة، ولكنها فعالة في استخدامها للموارد المتاحة لها.

### الحكومة المركزية
استندت هيمنة الإمبراطور على توحيد بعض السلطات من العديد من المناصب الجمهورية، بما في ذلك منبر الدهماء (العوام) وسلطة الرقابة والتي مكنته من التلاعب بالتسلسل الهرمي للمجتمع الروماني. كما جعل الإمبراطور نفسه هو السلطة الدينية المركزية مثل بونتيفيكس ماكسيموس، ومركز الحق في إعلان الحرب والتصديق على المعاهدات والتفاوض مع القادة الأجانب. في حين تم تحديد هذه الوظائف بوضوح خلال عهد «الزعامة»، أصبحت صلاحيات الإمبراطور بمرور الوقت أقل دستورية وأكثر مَلكية، وبلغت ذروتها في عهد «السيادة».

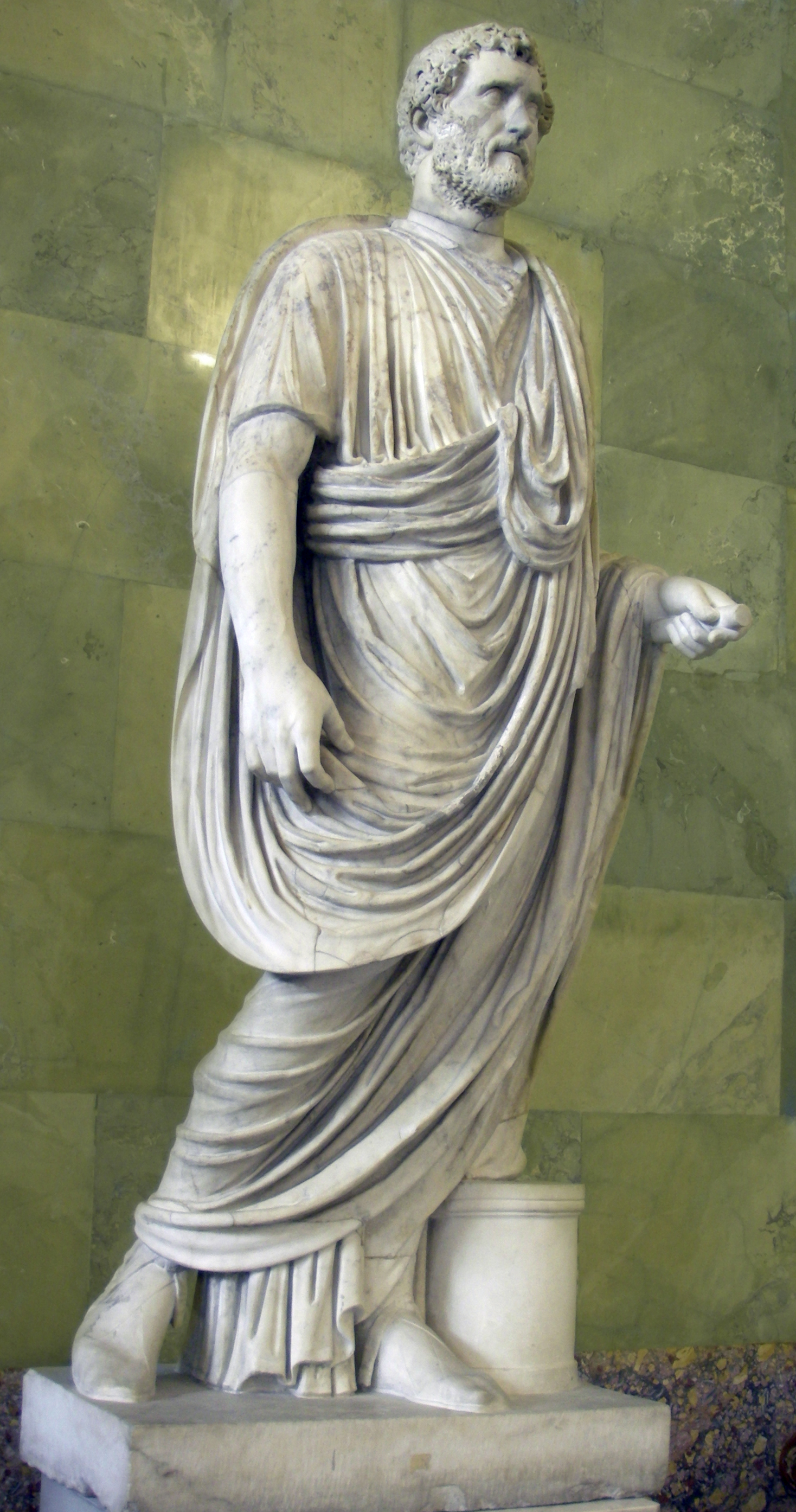
أنطوني بيوس (حكم من 138 إلي 161)، مرتدياً التوجة (متحف هيرميتاج)

كان الإمبراطور هو السلطة المطلقة في صنع السياسات واتخاذ القرارات، لكن في بداية عهد الزعامة كان من المتوقع أن يكون الوصول إليه في متناول الأفراد من جميع مناحي الحياة، والتعامل شخصيًا معه في الأعمال التجارية والعرائض الرسمية. لكن فقط تشكلت حوله البيروقراطية تدريجيًا. اعتمد أباطرة السلالة اليوليوكلاودية على هيئة غير رسمية من المستشارين لم تشمل فقط أعضاء مجلس الشيوخ والإكوايتس، ولكن حتي العبيد والمحررين الموثوقين فيهم. بعد نيرون، تم اعتبار التأثير غير الرسمي للأخير مريباً، وأصبح مجلس الإمبراطور (باللاتينية: consilium) خاضعًا للتعيين الرسمي من أجل مزيد من الشفافية. على الرغم من أن مجلس الشيوخ أخذ زمام المبادرة في المناقشات السياسية حتى نهاية عهد الأسرة الأنطونية، إلا أن الإكوايتس لعبوا دورًا متزايد الأهمية في المجلس. غالبا ما تتدخلت نساء أسرة الإمبراطور مباشرة في قراراته. مارست بلوتينا تأثيرها على زوجها تراجان وخليفته هادريان. تم الإعلان عن تأثيرها من خلال نشر رسائلها في الأمور الرسمية، كإشارة إلى أن الإمبراطور كان معقولًا في ممارسته للسلطة واستمع إلى شعبه.
يمكن الوصول إلى الإمبراطور من قبل الآخرين في مكتب الاستقبال اليومي (باللاتينية: salutatio)، وهو تطور من التكريم التقليدي الذي يدفعه العميل لرعايته، المآدب العامة المستضافة في القصر والاحتفالات الدينية. يمكن للأشخاص العاديين الذين يفتقرون إلى هذا الوصول إظهار موافقتهم العامة أو استيائهم كمجموعة في الألعاب التي تقام في أماكن كبيرة. بحلول القرن الرابع، مع تدهور المراكز الحضرية، أصبح الأباطرة المسيحيون شخصيات نائية أصدروا أحكاماً عامة، ولم يعدوا يستجيبون للالتماسات الفردية.
على الرغم من أن مجلس الشيوخ لم يستطع فعل الكثير من الاغتيالات والتمرد المفتوح لمخالفة إرادة الإمبراطور، فقد نجا من إصلاحات أغسطس وعام الأباطرة الأربعة الهائج للاحتفاظ بمركزه السياسي الرمزي خلال فترة حكم الإمبراطور. شرع مجلس الشيوخ حكم الإمبراطور، وكان الإمبراطور بحاجة إلى خبرة أعضاء مجلس الشيوخ كنواب (ليغاتوس) للعمل كجنرالات ودبلوماسيين وإداريين. تطلّبت المهنة الناجحة الكفاءة كمسؤول وأن تبقى في استحسان الإمبراطور، أو بمرور الوقت ربما أباطرة متعددين.
كان المصدر العملي لسلطة الإمبراطور وسلطته هو الجيش. تم الدفع للجيوش من قبل الخزانة الإمبراطورية، وكانوا يقسمون اليمين العسكري السنوي علي الولاء للإمبراطور (ساكرمينتوم). أدت وفاة الإمبراطور لفترة حاسمة من عدم اليقين والأزمات. أكد معظم الأباطرة اختيارهم للخليفة، وعادة ما كان يتم اختيار أحد أفراد العائلة أو وريث مُتبني. وكان علي الإمبراطور الجديد الحصول على اعتراف سريع لمكانته وسلطته لتحقيق الاستقرار في المشهد السياسي. لم يكن بإمكان أي إمبراطور أن يأمل في البقاء، أقل من أن يحكم، دون ولاء وثقة الحرس البريتوري والجيش. لضمان ولائهم، دفع العديد من الأباطرة دوناتيفم (التبرع - (باللاتينية: Donativum))، وهي مكافأة مالية. من الناحية النظرية، كان من حق مجلس الشيوخ اختيار الإمبراطور الجديد، لكنه فعل ذلك مدركًا التزكية من قبل الجيش أو البريتورين.

### الجيش

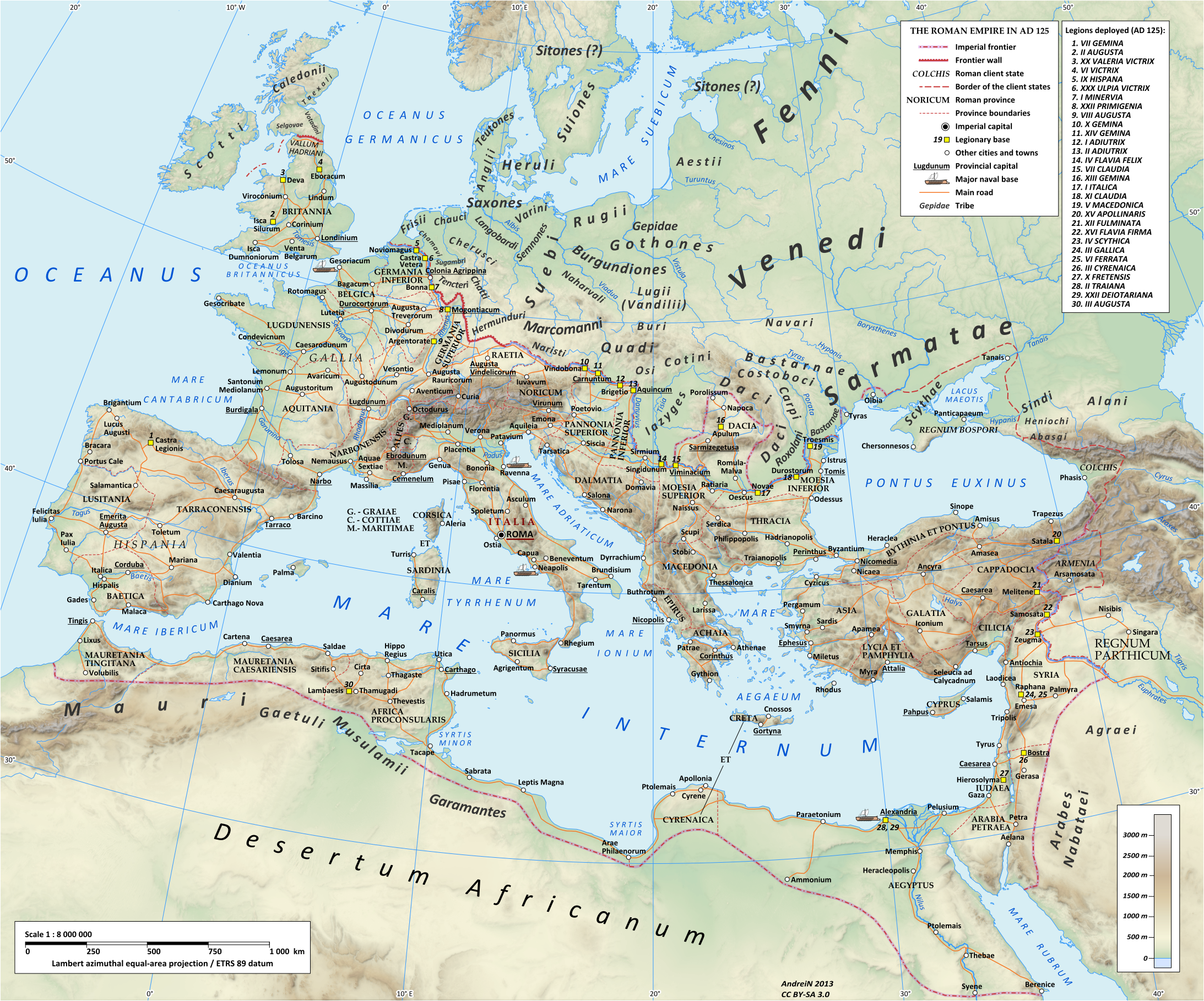
الإمبراطورية الرومانية في عهد هادريان (حكم 117–138) تظهر مواقع الجيوش الرومانية المنتشرة في 125 م

بعد الحروب البونيقية، كان الجيش الإمبراطوري الروماني مؤلفًا من جنود محترفين تطوعوا لمدة 20 عامًا من الخدمة الفعلية وخمسة جنود احتياطيين. لقد بدأ الانتقال إلى جيش محترف خلال أواخر الجمهورية، وكان أحد التحولات العميقة الكثيرة بعيدًا عن الجمهورية، حيث مارس جيش من المجندين مسؤولياتهم كمواطنين في الدفاع عن الوطن في حملة ضد تهديد محدد. بالنسبة للإمبراطورية روما، كان الجيش مهنة بدوام كامل في حد ذاته. قام الرومان بتوسيع آلتهم الحربية من خلال «تنظيم المجتمعات التي تم غزوها في إيطاليا إلى نظام توليد احتياطي ضخم من الأيدي العاملة لجيشهم... وكان مطلبهم الرئيسي من جميع الأعداء المهزومين هو توفير الرجال للجيش الروماني كل عام».
كانت المهمة الرئيسية للجيش الروماني للإمبراطورية المبكرة هي الحفاظ على باكس رومانا (السلام). كانت الأقسام الثلاثة الرئيسية للجيش هي:
- الحامية في روما، والتي ضمت كلاً من البوريتوريين والفيجليز الذين عملوا كشرطة ورجال إطفاء؛
- الجيش الإقليمي، الذي ضم الفيالق الرومانية والمساعدين الذين توفرهم المقاطعات (قوات الاحتياط)؛
- البحرية

كان لانتشار الحاميات العسكرية في جميع أنحاء الإمبراطورية تأثيرًا كبيرًا في عملية التبادل الثقافي والاستيعاب المعروفة باسم «الرومنة»، لا سيما فيما يتعلق بالسياسة والاقتصاد والدين. تأتي معرفة الجيش الروماني من مجموعة واسعة من المصادر: النصوص الأدبية اليونانية والرومانية والعملات المعدنية مع الموضوعات العسكرية. ورق البردي الذي يحفظ الوثائق العسكرية، المعالم الأثرية مثل عمود تراجان وأقواس النصر، التي تتميز بتصوير فني لكل من الرجال المقاتلين والآليات العسكرية، علم الآثار الخاص بالمدافن العسكرية ومواقع المعارك والمخيمات، والنقوش، بما في ذلك الدبلومات العسكرية، المرثيات، والإهداءات.
من خلال إصلاحاته العسكرية، والتي شملت توحيد أو حل وحدات من المشكوك في ولائها ، قام أغسطس بتغيير وتنظيم الفيلق، وصولاً إلى مسمار النعل على باطن أحذية الجيش. تم تنظيم الفيلق في عشرة كتائب، كل منها يتكون من ستة سينتوريا، كل سينتوريا يتكون من عشرة فرق (كونتباريوم)، ويقدر أن الحجم الدقيق للفيلق الإمبراطوري، الذي من المرجح أن يتم تحديده بواسطة الخدمات اللوجستية، يتراوح من 4.800 إلى 5.280.

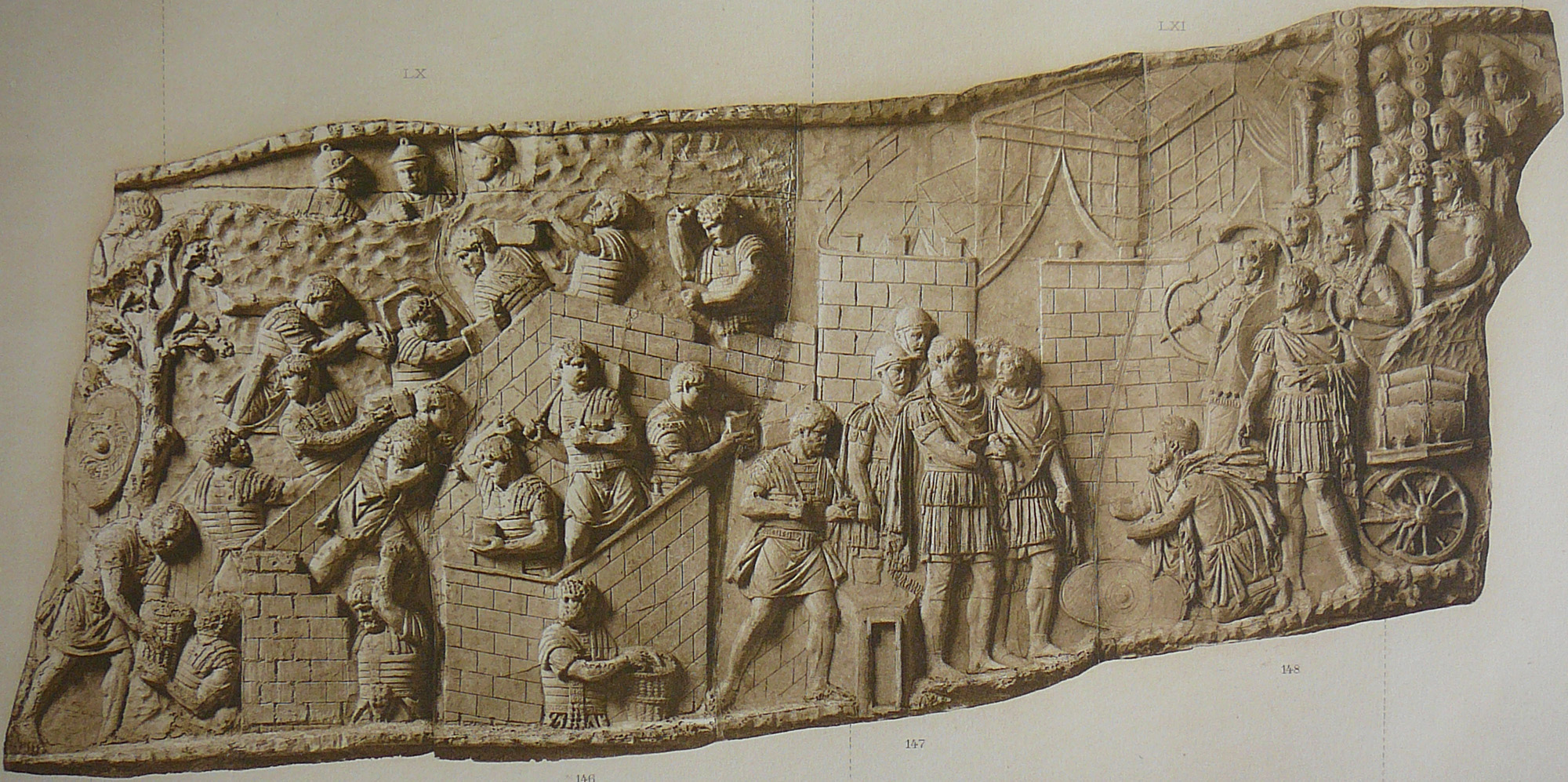
لوحة بارزة من عمود تراجان تُظهر بناء الحصن ومكان استقبال سفارة داقية

في عام 9 م، قضت القبائل الجرمانية على ثلاث فيالق كاملة في معركة غابة تويتوبورغ. قلل هذا الحدث الكارثي عدد الجيوش إلى 25 فيلق. سيتم زيادة إجمالي الجيوش في وقت لاحق مرة أخرى وعلى مدار الـ 300 عام القادمة تكون دائمًا أعلى بقليل أو أقل من 30 فيلقاً. كان للجيش حوالي 300،000 جندي في القرن الأول، وأقل من 400،000 في القرن الثاني، «أصغر بكثير» من القوات المسلحة الجماعية للأراضي التي غزاها. لا يخدم أكثر من 2٪ من الذكور البالغين الذين يعيشون في الإمبراطورية في الجيش الإمبراطوري.
أنشئ أغسطس أيضًا الحرس البريتوري المكون من تسعة أفواج، والذين أصبحوا الحامية في إيطاليا، بحجة الحفاظ على السلام العام. كان يُدفع لهم أجراً أفضل من الجيوش، كان يخدم الشخص في الحرس البريتوري ستة عشر عاما فقط.
كان يتم تعيين القوات المساعدة من بين غير المواطنين. وتنظم في وحدات أصغر من الفوج، وكانت أجورهم أقل من الفيالق، وبعد 25 سنة من الخدمة كان يتم منحهم الجنسية الرومانية، ويتم أيضاً إعطائها إلى أبنائهم. وفقا لتاسيتس كان هناك العديد من المساعدين كما كان هناك العديد من الفيالق. وبهذا يصل العدد الإضافي إلى حوالي 125.000 رجل، مما يعني ضمناً حوالي 250 فوجًا مساعدًا. كانت الفرسان الرومانية للإمبراطورية الأولى في الأساس من المناطق السلتيكية أو الهسبانية أو الجرمانية. العديد من جوانب التدريب والمعدات، مثل السرج ذو الأربع قرون كانت مستمدة من الكلت، كما أشار آريانوس والتي أثبتتها علم الآثار.
لم تساعد البحرية الرومانية ((باللاتينية: classis)،«الأسطول») في توريد ونقل الفيالق فحسب، بل ساعدت أيضًا في حماية الحدود على طول نهري الراين والدانوب. وكان من واجباتها الأخرى حماية طرق التجارة البحرية الحيوية من تهديد القراصنة. قامت بدوريات في جميع أنحاء البحر الأبيض المتوسط، وأجزاء من سواحل شمال المحيط الأطلسي، والبحر الأسود. ومع ذلك، كان الجيش يعتبر الفرع الأكبر والأكثر شهرة.

### حكومة المقاطعة
[[ملف:Pula Arena aerial 1.jpg|تصغير|مدرج باولا في كرواتيا هي واحدة من أكبر وأفضل ما تبقى من {{مدرج روماني|Roman amphitheatre|المدرجات الرومانية]]

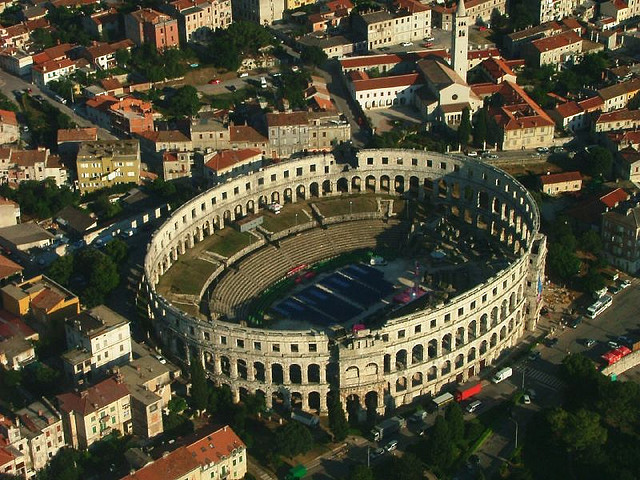
مدرج باولا في كرواتيا هي واحدة من أكبر وأفضل ما تبقى من مدرج روماني|Roman amphitheatre|المدرجات الرومانية

أصبحت الأراضي المحتلة مقاطعة رومانية من خلال عملية من ثلاث خطوات: تسجيل المدن، وتعداد السكان، ومسح الأرض. شملت عمليات حفظ الدفاتر الحكومية الأخرى المواليد والوفيات والمعاملات العقارية والضرائب والإجراءات القانونية. في القرنين الأول والثاني، أرسلت الحكومة المركزية حوالي 160 مسؤولًا كل عام للحكم خارج إيطاليا. كان من بين هؤلاء المسؤولين «الحكام الرومان»: إما أن يكونوا القضاة الذين تم انتخابهم في روما هم الذين حكموا باسم الشعب الروماني مقاطعات مجلس الشيوخ. أو المحافظين، والذين عادة ما كانوا من رتبة الفروسية، الذين عقدوا إمبراطوريتهم نيابة عن الإمبراطور في المقاطعات المستبعدة من سيطرة مجلس الشيوخ، ولا سيما مصر الرومانية. كان على الحاكم أن يجعل نفسه في متناول الناس الذين يحكمهم، لكن يمكنه تفويض الواجبات المختلفة. ومع ذلك، كان طاقمه في حده الأدنى: الحاضرون الرسميون (أبريتور)، بما في ذلك الليكتور والمشيعون والرسل والسكريبا والحراس الشخصيون، الليغاتوس، سواء كانوا مدنيين أو عسكريين، عادة ما يكونون من مرتبة الفروسية، والأصدقاء، وتتراوح أعمارهم وخبرتهم، حيث يرافقونه بشكل غير رسمي.
عُينَّ مسؤولين آخرين كمشرفين على الشؤون المالية الحكومية. كان فصل المسؤولية المالية عن العدالة والإدارة إصلاحًا في العصر الإمبراطوري. في ظل الجمهورية، كان يمكن لحكام المقاطعات ومزارعي الضرائب استغلال السكان المحليين لتحقيق مكاسب شخصية بحرية أكبر. كان الوكلاء العامون للفروسية، الذين كانت سلطتهم في الأصل «خارج نطاق القضاء وغير دستوريين» ، يديرون الممتلكات المملوكة للدولة والممتلكات الشخصية الهائلة للإمبراطور(بريفتوس). نظرًا لأن عدد المسؤولين الحكوميين الرومانيين كان قليلًا، فقد يبحث أي شخص يحتاج إلى مساعدة في نزاع قانوني أو قضية جنائية عن أي روماني يُعتقد أنه يتمتع ببعض القدرات الرسمية، مثل وكيل نيابة أو ضابط عسكري، بما في ذلك السينتوريون وصولاً إلى الستاتونيريوس المتواضع أو الشرطة العسكرية.

### القانون الروماني
كانت المحاكم الرومانية تتمتع بسلطة قضائية أصلية على القضايا المتعلقة بمواطنين رومان في جميع أنحاء الإمبراطورية، ولكن كان هناك عدد قليل جدًا من الموظفين القضائيين الذين لم يفرضوا القانون الروماني بشكل موحد في المقاطعات. معظم أجزاء الإمبراطورية الشرقية لديها بالفعل قوانين قانونية راسخة وإجراءات قانونية. بشكل عام، كانت السياسة الرومانية هي احترام (باللاتينية: mos regionis) («التقاليد الإقليمية» أو «قانون الأرض») واعتبار القوانين المحلية مصدرًا للسوابق القانونية والاستقرار الاجتماعي. كان يعتقد أن توافق القانون الروماني والمحلي يعكس «قانون الأمم» أو القانون الدولي الذي يعتبر عامًا وعرفيًا بين جميع المجتمعات البشرية. إذا تعارضت تفاصيل قانون المقاطعات مع القانون أو العرف الروماني، نظرت المحاكم الرومانية في الطعون، وكان الإمبراطور يتمتع بسلطة نهائية لإصدار القرار الفاصل.
في الغرب، تم تطبيق القانون على أساس محلي أو قبلي بدرجة عالية، وربما كانت حقوق الملكية الخاصة من بين البدايات الحديثة للعصر الروماني، خاصة بين الشعوب الكلتية. سهل القانون الروماني الحصول على الثروة من قبل النخبة المؤيدة لروما الذين وجدوا أن امتيازاتهم الجديدة كمواطنين مفيدة. تطلب تمديد الجنسية العالمية ليشمل جميع سكان الإمبراطورية الأحرار في عام 212 التطبيق الموحد للقانون الروماني، ليحل محل قوانين القانون المحلية التي طبقت على غير المواطنين. تضمنت جهود دقلديانوس لتحقيق الاستقرار في الإمبراطورية بعد أزمة القرن الثالث مجموعتين رئيسيتين من القانون في أربع سنوات، مخطوطة جريجوريانوس ومخطوطة هيرموجيانوس، لإرشاد مديري المقاطعات في وضع معايير قانونية متسقة.
أدت الممارسة الواسعة الانتشار للقانون الروماني في جميع أنحاء أوروبا الغربية إلى تأثيرها الهائل على التقاليد القانونية الغربية، والذي انعكس على استمرار استخدام المصطلحات القانونية اللاتينية في القانون الحديث.

### الضرائب
بلغت الضرائب في ظل الإمبراطورية حوالي 5 ٪ من الناتج الإجمالي للإمبراطورية. تراوح معدل الضريبة النموذجي الذي يدفعه الأفراد من 2 إلى 5٪. كان قانون الضرائب «محيرًا» في نظامه المعقد من الضرائب المباشرة وغير المباشرة، حيث كان بعضها يدفع نقدًا وبعضها عيني. قد تكون الضرائب خاصة بمقاطعة ما، أو أنواع من الخصائص مثل مصايد الأسماك أو الملاحات، وقد تكون سارية المفعول لفترة محدودة. تم تبرير تحصيل الضرائب بضرورة الحفاظ على الجيش، وفي بعض الأحيان كان دافعي الضرائب يحصلون على بعض الأموال المردودة إذا تحصل الجيش على فائض من الغنائم. تم قبول الضرائب العينية من المناطق الأقل سيولة، وخاصةً أولئك الذين كان يمكنهم توفير الحبوب أو البضائع إلى معسكرات الجيش.
كان المصدر الرئيسي للإيرادات الضريبية المباشرة هو الأفراد الذين دفعوا ضريبة الرؤؤس وضريبة على أراضيهم، والتي فسرت كضريبة على إنتاجها أو طاقتها الإنتاجية. يمكن تقديم النماذج الإضافية من قبل المؤهلين للحصول على إعفاءات معينة؛ على سبيل المثال، يمكن للمزارعين المصريين تسجيل الحقول على أنها معفاة من الضرائب بالإعتماد على أنماط فيضان النيل.
وكان من بين المصادر الرئيسية لإيرادات الضرائب غير المباشرة والرسوم الجمركية (باللاتينية: portoria) والرسوم المفروضة على الواردات والصادرات، بما في ذلك بين المقاطعات. تم فرض ضرائب خاصة على تجارة الرقيق. قرب نهاية حكمه، فرض أغسطس ضريبة 4 ٪ على بيع العبيد، والتي نقلها نيرو من المشتري إلى التاجر، الذين استجابوا لذلك برفع أسعارهم. كما يدفع المالك الذي حرر عبدًا «ضريبة الحرية»، محسوبة بـ 5 ٪ من القيمة.
يتم فرض ضريبة ميراث بقيمة تبلغ 5٪ عندما يترك المواطنون الرومانيون الذين تتجاوز ثروتهم حدًا معينًا الممتلكات لأي شخص غير أفراد أسرته المباشرة. ذهبت إيرادات الضريبة العقارية وضريبة المبيعات 1٪ على المزادات إلى صندوق معاشات المحاربين القدامى (الخزينة العسكرية - (باللاتينية: Aerarium militare)).
ساعدت الضرائب المنخفضة الأرستقراطيين الرومان على زيادة ثرواتهم، والتي كانت تعادل أو تتجاوز أحيانًا إيرادات الحكومة المركزية. قام الإمبراطور في بعض الأحيان بإعادة ملء خزانته من خلال مصادرة ممتلكات «الأثرياء»، ولكن في العصور الأخيرة، كانت مقاومة الأثرياء لدفع الضرائب من العوامل التي ساعدت في انهيار الإمبراطورية.

## الاقتصاد
كان موسى فينلي هو المؤيد الرئيسي لوجهة النظر البدائية التي مفادها أن الاقتصاد الروماني كان «متخلفًا وضعيف الإنجازات متميزًا بزراعة الكفاف والمراكز الحضرية التي تستهلك أكثر مما تنتج من حيث التجارة والصناعة والحرفيين ذوي المكانة المنخفضة والتطور التكنولوجي البطئ. وعدم وجود عقلانية اقتصادية». وجهات النظر الحالية أكثر تعقيدا. أتاحت الفتوحات الإقليمية إعادة تنظيم واسعة النطاق لاستخدام الأراضي مما أدى إلى فائض زراعي والتخصصات، ولا سيما في شمال إفريقيا. كانت بعض المدن معروفة بصناعات معينة أو أنشطة تجارية، ويشير حجم البناء في المناطق الحضرية إلى وجود صناعة إنشاءات مهمة. حافظ ورق البردي على طرق محاسبية معقدة تُظهر عناصر من العقلانية الاقتصادية، حيث كانت الإمبراطورية مسييلة للغاية. على الرغم من أن وسائل الاتصال والنقل كانت محدودة في العصور القديمة، فقد توسعت وسائل النقل في القرنين الأول والثاني بشكل كبير، وربطت طرق التجارة الاقتصاديات الإقليمية. اعتمدت عقود التوريد للجيش، التي انتشرت في كل جزء من الإمبراطورية على الموردين المحليين بالقرب من القواعد (كاسترا) وفي جميع أنحاء المقاطعة وعبر حدود المقاطعات. ربما يُنظر إلى الإمبراطورية على أنها شبكة من الاقتصادات الإقليمية، تعتمد على شكل من أشكال «الرأسمالية السياسية» والتي تقوم الدولة فيها بمراقبة التجارة وتنظيمها لضمان إيراداتها. النمو الاقتصادي، وإن كان لا يمكن مقارنته بالاقتصادات الحديثة، كان أكبر من النمو في معظم المجتمعات الأخرى قبل الثورة الصناعية.
اجتماعيًا، فتحت الديناميكية الاقتصادية واحدة من سبل التنقل الاجتماعي في الإمبراطورية الرومانية. وبالتالي ، لم يكن التقدم الاجتماعي يعتمد فقط على الولادة أو الرعاية أو الحظ الجيد أو حتى القدرة الاستثنائية. على الرغم من تغلغل القيم الأرستقراطية في المجتمع النخبوي التقليدي، إلا أن الميل القوي نحو البلوتوقراطية يشار إليه بمتطلبات الثروة الخاصة بمنصب الرقيب. يمكن الحصول على العظمة من خلال استثمار ثروات الفرد بطرق يُعلن عنها بشكل مناسب: العقارات الكبرى في البلدات أو المنازل، السلع الفاخرة المعمرة مثل المجوهرات والأواني الفضية، وسائل الترفيه العامة، الآثار الجنائزية لأفراد الأسرة أو زملاء العمل أو الإهداءات الدينية مثل المذابح. قدمت النقابات (كوليجيوم (روما القديمة) [خطأ: تحقق من وسيط ورمز اللغة]) والشركات (باللاتينية: corpora) الدعم للأفراد لتحقيق النجاح من خلال التواصل وتبادل الممارسات التجارية السليمة والاستعداد للعمل.

### العملة والمصارف
- 27 ق.م–212 م:
1 أوريوس ذهبية (1/40 رطل من الذهب، خُفضت قيمته إلي 1/50 رطل بحلول عام 212) 
= 25 ديناريوس فضي 
= 100 سيسترتيوس برونزي 
= 400  آسيس[الإنجليزية] نحاسي
- 294 م–312 م:
1  صوليدوس ذهبي (1/60 رطل من الذهب) 
= 10 أرجنتياس[الإنجليزية] فضية 
= 40  فليس برونزية 
= 1،000 ديناريوس من المعدن السئ
- 312 م فما بعدها:
1 صوليدوس ذهبية (1/72 رطل) 
= 24 سيليقا[الإنجليزية] فضية 
= 180 فليس فضية

تم زيادة السيولة في الإمبراطورية المبكرة إلى كل الإمبراطورية تقريبًا، بمعنى استخدام المال كوسيلة للتعبير عن الأسعار والديون. كان السيسترتيوس ((بالإنجليزية: sesterces)، يرمز له إختصارًا بـ HS) الوحدة الأساسية لحساب القيمة في القرن 4 الميلادي. على الرغم من أن الديناريوس الفضي، الذي تبلغ قيمته أربعة من السيسترتيوس، تم استخدامه أيضًا للمحاسبة بداية من سلالة سيفيران. كانت أصغر عملة يتم تداولها بشكل شائع هي الآس البرونزي، ويساوي ربع سيسترتيوس. يبدو أن الصبات والسبائك لم تُحسب على أنها «نقود» (باللاتينية: pecunia)، وكانوا يُستخدمون فقط على الحدود التجارية أو في شراء العقارات. قام الرومان في القرنين الأول والثاني بإحصاء العملات المعدنية بدلاً من وزنها - وهذا مؤشر على أن العملة كانت قيمة بشكلها، وليس بسبب محتواها المعدني. أدى هذا الاتجاه نحو النقود الإلزامية في نهاية المطاف إلى تخفيض قيمة العملة الرومانية، مع عواقب في أواخر الإمبراطورية. توحيد المال في جميع أنحاء الإمبراطورية عزز التجارة وتكامل السوق. زادت كمية النقود المعدنية المتداولة من المعروض النقدي للتداول أو الادخار.
لم يكن لدى روما بنك مركزي، وكان تنظيم النظام المصرفي في حده الأدنى. احتفظت بنوك العصور القديمة التقليدية باحتياطيات أقل من إجمالي ودائع العملاء. لدى البنك النموذجي رأس مال محدود إلى حد ما، وغالبًا ما يكون يرأسه مدير واحد فقط، على الرغم من أن البنك يمكن أن يكون لديه ما يصل إلى ستة إلى خمسة عشر مديرًا رئيسيًا. يَفترض سينيكا أن أي شخص يشارك في تجارة ما يحتاج إلى ائتمان مصرفي.
كان مصرفي ودائع المحترف، يستقبل الودائع أو يحتفظ بها لأجل ثابت أو غير مسمى، وكان يقرض أموالًا لأطراف ثالثة. شاركت النخبة في مجلس الشيوخ بشكل كبير في الإقراض الخاص، سواء كدائنين أو مقترضين، حيث قدموا قروضًا من ثرواتهم الشخصية على أساس العلاقات الاجتماعية. يمكن لحامل الدين استخدامه كوسيلة للدفع عن طريق تحويله إلى طرف آخر دون تغيير الأموال النقدية. على الرغم من الاعتقاد في بعض الأحيان أن روما القديمة كانت تفتقر إلى "المعاملات" الورقية أو الوثائقية، فإن نظام البنوك في جميع أنحاء الإمبراطورية سمح أيضًا بتبادل مبالغ كبيرة للغاية دون النقل الفعلي للعملات المعدنية، ويُعزى ذلك جزئيًا إلى مخاطر نقل كميات كبيرة من العملات النقدية، لاسيما عن طريق البحر. من المعروف أن هناك نقصًا خطيرًا واحدًا في العملات حدث في أوائل الإمبراطورية، وهي أزمة ائتمانية في عام 33م وضعت عددًا من أعضاء مجلس الشيوخ في خطر، أنقذت الحكومة المركزية السوق من خلال قرض بقيمة 100 مليون سيسترتيوس من الإمبراطور تيبيريوس إلى البنوك (باللاتينية: menae). بشكل عام، تجاوز رأس المال المتاح المبلغ الذي يحتاجه المقترضون. الحكومة المركزية نفسها لم تقترض المال، وبدون الدين العام اضطر إلى تمويل العجز من الاحتياطيات النقدية.
أباطرة السلالة الأنطونية والسيفيرانية بشكل عام قاموا بتخفيض العملة، لا سيما الدينار، تحت ضغوط تلبية الرواتب العسكرية. التضخم المفاجئ في عهد كومودوس أضر بسوق الائتمان. في منتصف أعوام 200م، تقلصت المعروض من المسكوكات بشكل حاد. أدت ظروف أزمة القرن الثالث - مثل الانخفاض في التجارة البعيدة المدى، وتعطيل عمليات التعدين، والنقل المادي للعملات الذهبية خارج الإمبراطورية عن طريق غزو الأعداء - إلى انخفاض كبير في المعروض من النقود والقطاع المصرفي بحلول عام 300. على الرغم من أن العملات الرومانية كانت منذ فترة طويلة عملة إلزامية أو عملة ائتمانية، إلا أن المخاوف الاقتصادية العامة وصلت إلى ذروتها في عهد أوريليان، وفقد المصرفيون الثقة في العملات المعدنية التي أصدرتها الحكومة المركزية بصورة مشروعة. على الرغم من أن ديوكلتيانوس أصدر الصوليدوس والإصلاحات النقدية، فإن سوق الائتمان في الإمبراطورية لم يسترد قوته السابقة.

## الإرث
كانت الإمبراطورية الرومانية من بين أقوى القوى الاقتصادية والثقافية والسياسية والعسكرية في عالم عصرها. كانت واحدة من أكبر الإمبراطوريات في تاريخ العالم. في ذروتها تحت تراجان، غطت خمسة ملايين كيلومتر مربع. وقد امتد حكمها على ما يقدر بنحو 70 مليون شخص، يشكلون في ذلك الوقت 21٪ من سكان العالم بأسره. ضمن طول فترة بقاء الإمبراطورية ونطاقها الواسع التأثير الدائم للغة اللاتينية واليونانية، والثقافة، والدين، والاختراعات، والعمارة، والفلسفة، والقانون، وأشكال الحكم على خلفاء الإمبراطورية.

## وصلات خارجية
- Romans for Children، موقع بي بي سي عن روما القديمة للأطفال في المدارس الابتدائية.
- خريطة تفاعلية للإمبراطورية الرومانية على Vici.org
- أطلس تاريخي يظهر توسع الإمبراطورية الرومانية.
- Roman-Empire.net، موارد التعلم وإعادة التشريع
- المسرح التاريخي في عام 400 م، حيث أقام كل من الرومان والبربر جنبًا إلى جنب في الجزء الشرقي من الإمبراطورية الرومانية